# Historia de Guayaquil
La Historia de Guayaquil es la sucesión de los hechos acontecidos dentro del actual territorio guayaquileño, con la aparición de hechos  debido a la naturaleza geográfica de su región natural. Guayaquil, al igual que su provincia y región, ha sufrido radicales e importantes cambios de gobierno y de división territorial, con lo cual se puede clasificar su historia en cuatro partes: la era precolombina en donde comienza el proceso poblacional e integración de tribus aborígenes en la región, la era colonial desde los primeros asentamientos españoles hasta el crecimiento urbanístico, la era independentista que abarca la emancipación y un breve período autónomo, y la era republicana desde la creación de Ecuador en 1830.
Antes de la colonización europea en el continente americano, los territorios de la región en donde se ubica Guayaquil estaban habitados por diversas tribus de culturas que se habían establecido desde el período precerámico, alrededor del 5.000 y 7.000 años a. C., evolucionando hasta tomar formas de naciones independientes hasta el siglo XVI. Entre las principales culturas precolombinas estaban los huancavilcas, los cuales dominaron la región desde el siglo VII hasta poco después de la llegada de Colón a América. Sin embargo, existía la presencia de varias otras tribus en el área de la cuenca y delta del río Guayas, como los chonos y los punaes. Todas las culturas prehispánicas presentan muestras de comercio marítimo con otras culturas del litoral sudamericano (en el actual Perú) e incluso con pueblos centroamericanos (en el actual México). Tras el comienzo de la expansión del Imperio español en el actual territorio ecuatoriano, comenzó un proceso de conquista con el propósito de establecer una ciudad que sirva de puerto comercial en la Mar del Sur, lo cual se inició en 1534 y, tras varias reubicaciones y disputas con las tribus nativas del sector, terminó de establecerse en su actual asentamiento en 1547 bajo el nombre de Guayaquil.
Durante el dominio español, la ciudad se convirtió en uno de los principales puertos de América del Sur debido a su considerable crecimiento tanto demográfico como comercial. Pasó a convertirse rápidamente en uno de los mayores astilleros en servicio de la Corona española, en gran parte debido a las buena calidad de la madera que podía encontrase en los bosques de sus alrededores. Sin embargo, el gran auge que tuvo la ciudad se vio detenido continuamente por frecuentes asaltos de piratas y corsarios patrocinados por los reinos enemigos del Imperio español, especialmente los Países Bajos e Inglaterra. Además, los constantes incendios saldaron la vida de grandes cantidades de personas, en parte provocado por la costumbre de construcción con materiales de fácil combustión. Otro de los problemas eran las pestes y epidemias causadas por enfermedades típicas del ambiente tropical. Políticamente fue sede del Corregimiento de Guayaquil con lo cual formaba una entidad territorial de la Real Audiencia de Quito, la cual a su vez cambió varias veces de estar integrada en el Virreinato del Perú al Virreinato de Nueva Granada. En 1764 tomó el grado de Gobierno político y militar por órdenes del rey Carlos III de España.
Tras casi tres siglos de dominio español, las primeras ideas independentistas empiezan a aparecer en las Américas, causando progresivamente el levantamiento en armas de varios pueblos en el continente. El 9 de octubre de 1820 se dio en Guayaquil un movimiento emancipador que depuso el gobierno español e instaló uno criollo encabezado por José Joaquín de Olmedo. Para noviembre de aquel año se instaló una asamblea donde los representantes del pueblo crearon la Provincia Libre de Guayaquil como estado soberano, redactaron su primera constitución política, y acordaron crear un ejército libertador con el objetivo de independizar el resto de la Real Audiencia. Se efectuaron varias batallas frente a las tropas realistas para asegurar la independencia de la provincia y desplazarse hacia la serranía, también llegaron refuerzos colombianos al mando de Antonio José de Sucre, y el proceso terminaría a mediados de 1822 en la batalla de Pichincha. Luego de ello, Simón Bolívar anexó la Provincia Libre a la Gran Colombia vía manu militari, transformándose en un departamento de aquel país hasta su desintegración.
Desde 1830, Guayaquil pasó a formar parte de Ecuador, meses después de su creación. Los problemas políticos dominaron al gobierno por 15 años de administración floreana hasta el estallido de la Revolución marcista en la ciudad en 1845, impulsando un nuevo modelo civilista, aunque luego volvió al militarista. Después del período marcista, en 1859 comenzó el período del garcianismo que se desarrollaría sobre la base de las medidas de tendencia conservadora, lo cual restó importancia económica a la ciudad, que también tuvo que soportar las pretensiones de invasión peruanas. Sin embargo, en 1895 inició en Guayaquil la Revolución liberal que impulsó a Eloy Alfaro al poder, tras lo cual se reactivó el comercio guayaquileño, brindándole mayor importancia política a la cúpula de empresarios y banqueros del litoral en gobiernos liberales sucesores, lo cual ayudaría a la ciudad a recuperarse rápidamente del Gran Incendio de 1896.
En el siglo XX, Guayaquil demostró un gran crecimiento económico y demográfico, debido al gran esfuerzo de sus ciudadanos, comerciantes y empresarios que contribuyeron para su desarrollo. Sin embargo, inició una fuerte depresión en 1920 debido a altas tasas de inflación y descenso de las importaciones que condujo a varias movilizaciones que obtuvieron por respuesta represión armada por parte de los gobiernos como la huelga general de 1922. Tuvo que soportar los efectos de la Gran Depresión y la Segunda Guerra Mundial, y los estragos de la Guerra peruano-ecuatoriana de 1941 en la Batalla de Jambelí. La instauración de juntas militares en el poder a mediados de siglo, condujo a otra etapa de crisis política para Guayaquil, dicho período finalizó gracias al retorno a la democracia en 1979, sin embargo la inestabilidad política perduró hasta inicios del siglo XXI. Actualmente la tendencia política de derecha tradicionalmente mayoritaria en la ciudad se enfrenta a las políticas de izquierda por parte del gobierno central, las cuales han ganado una creciente aceptación.

## Era precolombina

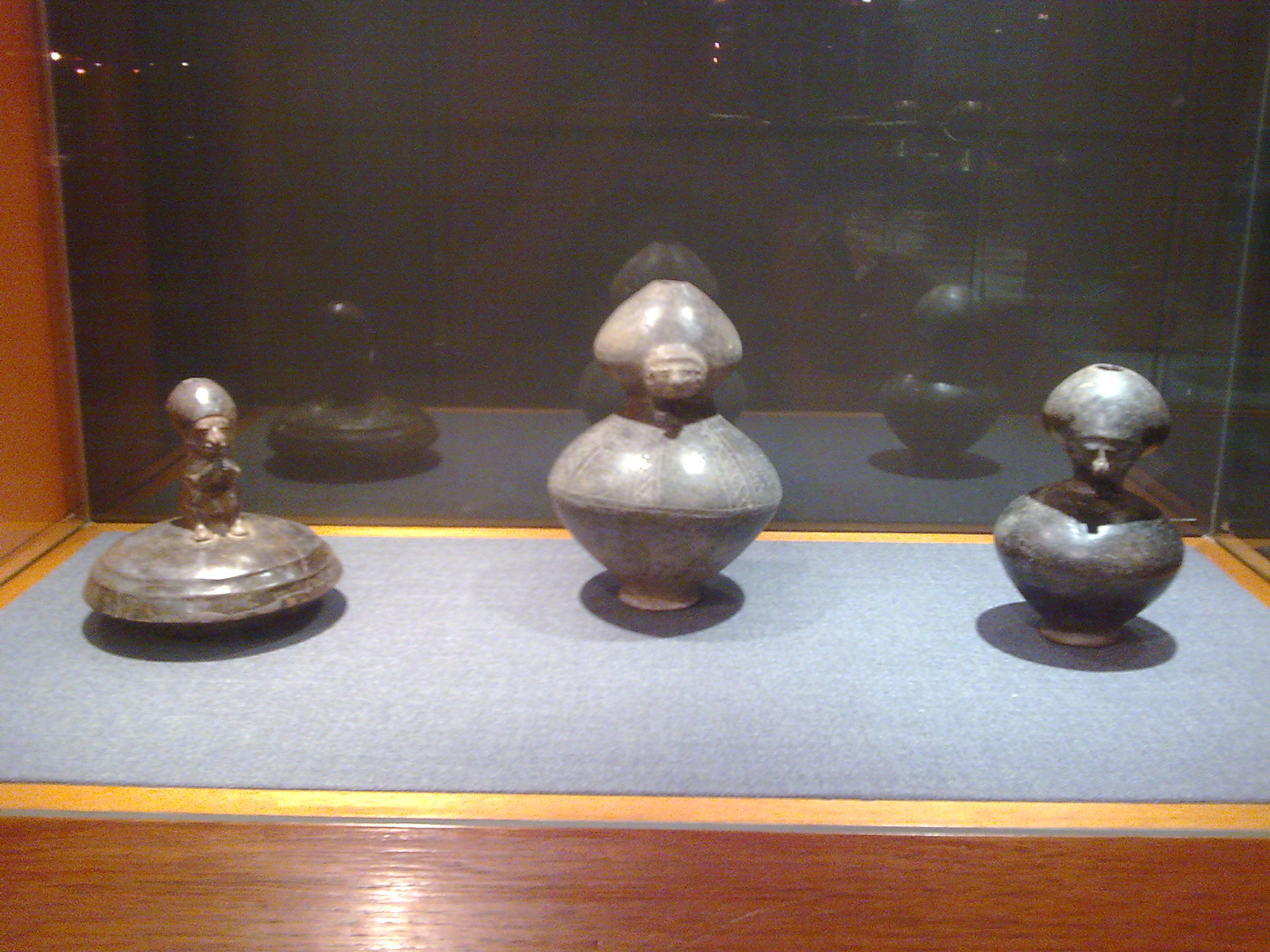
Vasijas antropomorfas de la cultura Manteño-Huancavilca.

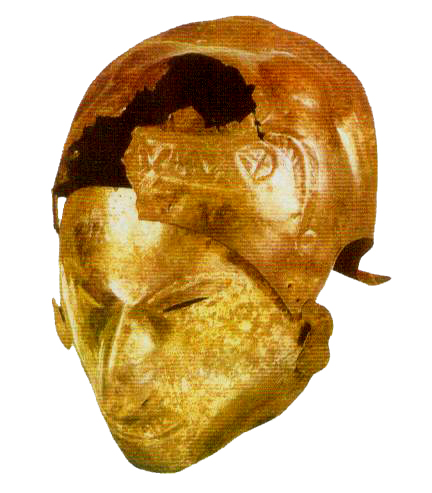
Máscara ceremonial huancavilca.

Los primeros habitantes de la región, al igual que en otras partes del continente, se produjeron por las continuas hordas de migración de pueblos nómadas que llegaron a asentarse en varios reductos dando como resultado las diferentes culturas precolombinas desde el Paleolítico. Los arqueólogos han determinado la existencia de una cultura, denominada Las Vegas, que data del año 5000 al 7000 a. C. (según otros la consideran del 10000 a. C.), y dando como prueba, se encontraron alrededor de 31 asentamientos de esta cultura en toda la península de Santa Elena, antes llamada "Sumpa". El pueblo de Las Vegas se dedicó a la caza y recolección, y además desarrolló técnicas primitivas de agricultura. Aparentemente utilizaron huesos y espátulas para a fin de producir redes y textiles junto a varias herramientas y envases hechos de conchas. Adicionalmente, se especula que usaron madera, corteza de árbol, bambú, y caña como herramientas de su agricultura. Las Vegas fue el punto de partida de los demás asentamientos que se formarían en la región.
La formación de las culturas se inició con la invención de la cerámica. Este período data del año 4200 a. C. y la primera cultura que aparece es la Valdivia, cuya extensión se asentaría principalmente en las costas de las actuales provincias de Manabí y Santa Elena. La extensión de este pueblo abarcaría gran parte del territorio litoral e incluso algunas sectores cercanos a la serranía. La cultura estuvo imperante en la región hasta el 1500 a. C.. La sucesora de esta cultura sería la Machalilla con escasos territorios en el Manabí y Santa Elena y se le han atribuidos vínculos comerciales con pueblos centroamericanos precolombinos como la cultura Capacha y dominaron el área hasta el 1200 a. C., cuando finalmente apareció la Chorrera quienes dominaron en su totalidad la cuenca hidrográfica del río Guayas, ubicándose su núcleo en la ribera oriental del río Babahoyo. La cultura Chorrera dominó la región hasta el final del período formativo hacia el 500 a. C., y fueron el punto de entrada en el desarrollo regional.
En el período de desarrollo regional aparecieron numerosas cullturas a lo largo del litoral, sin embargo, entre las predominantes estuvo la cultura Guangala que ocupó las zonas extendidas desde el norte de Manabí hasta el puerto de Chanduy en la actual provincia de Santa Elena por el oeste y tierra adentro cubriendo en su totalidad la cordillera Chongón-Colonche en el Guayas. La cronología más aceptada respecto a la antigüedad de la Guangala es entre el 500 a. C. y el 500 d. C., hasta la aparición de nuevos pueblos precolombinos en el área.
Alrededor del año 600, una nueva cultura se desarrolló en el litoral, inicialmente en Manabí, denominada como la cultura Manteña. Esta cultura apareció al final del desarrollo regional y perduró con su gran expansión hasta el siguiente período de integración.
Al período final de integración aparecieron en la región las últimas grandes culturas generales de la era precolombina. Primeramente se encontraba la cultura Milagro-Quevedo con un gran dominio del sistema fluvial del río Guayas (incluyendo sus dos grandes afluentes, los ríos Daule y Babahoyo) y una gran extensión hacia la serranía. A esta cultura se la conoce étnicamente como "chonos".
La expansión de la cultura Manteña hacia el sur, hizo que rápidamente ocupe los actuales territorios de las provincias de Santa Elena, Manabí y la parte occidental de la provincia del Guayas. Es por ello que toma el nombre de Manteño-Huancavilca, ya que con el término Huancavilca se designa a los manteños del sur. Los huancavilcas se asentaron en la parte occidental del río Guayas.

## Conquista

### Antecedentes de la conquista

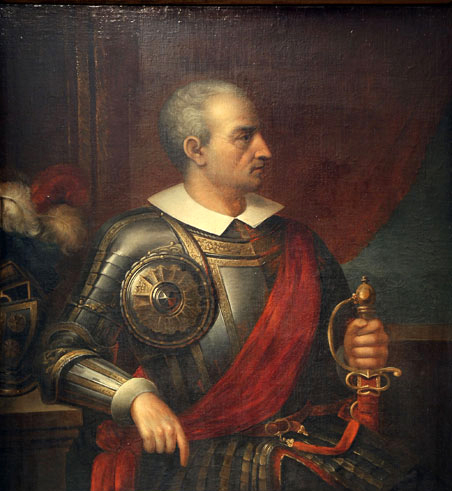
Diego de Almagro

Tras la guerra civil en el Tahuantinsuyo entre los hermanos Atahualpa y Huáscar por el control del imperio, llegaron desde Centroamérica las primeras expediciones españolas comandadas por Francisco Pizarro con el objetivo de conquistar y colonizar las tierras de los incas. Después de una serie de enfrentamientos menores, Pizarro toma control del imperio inca desde su capital, pero no se expande totalmente, por lo cual Pedro de Alvarado decide emprender un viaje a Sudamérica desde el actual Guatemala para tomar el control del norte del imperio y, finalmente invadir a Pizarro en el Cuzco. Pizarro, al tener conocimiento de las pretensiones de Alvarado, envía a Diego de Almagro en una expedición y en 1534 ordenó la creación de una villa en Puerto Viejo, tarea que le fue encomendada a Francisco Pacheco, que sirviese para controlar parte del área costanera del norte del Perú y como puesto de control de tropas pizarristas a la nueva ciudad de Santiago en caso de una guerra apresurada con Alvarado.
El 15 de agosto de 1534, cerca de la actual ciudad de Riobamba, Almagro fundó la ciudad de Santiago en los territorios ubicados al norte del Perú, que los españoles nombraron como "Quito". La ciudad se fundó de manera provisional mientras se trataba el problema con Alvarado. Santiago sobreviviría por poco tiempo hasta que se pudiese trasladar a otro lugar donde pueda ser más útil para el proceso de conquista de la región.
Al cabo de poco tiempo y después de haber llegado a un acuerdo con Pedro Alvarado, Diego de Almagro dispuso el traslado de Santiago a otro lugar, razón por la cual parten desde allí dos expediciones hacia distintos lugares de la región. La primera expedición tomó rumbo hacia el norte la cual el 6 de diciembre de 1534 fundó la villa de San Francisco de Quito. La segunda expedición que partío de Santiago tomó rumbo suroeste, la cual llegó primero al actual norte peruano para suplirse de provisiones y refuerzos, luego zarpó hacia la actual región litoral ecuatoriana, donde se empezó una serie de asentamientos y traslados forzosos provocados principalmente por las huidas de la resistencia de los nativos de la zona. El objetivo esencial era el de trasladar el poblado de Santiago en una zona cercana a las costas y que sirva como puerto para la colonia. Esta expedición salió a inicios de 1535 dirigida por el conquistador español Sebastián de Belalcázar, quien también había participado en la otra expedición.

### Proceso fundacional

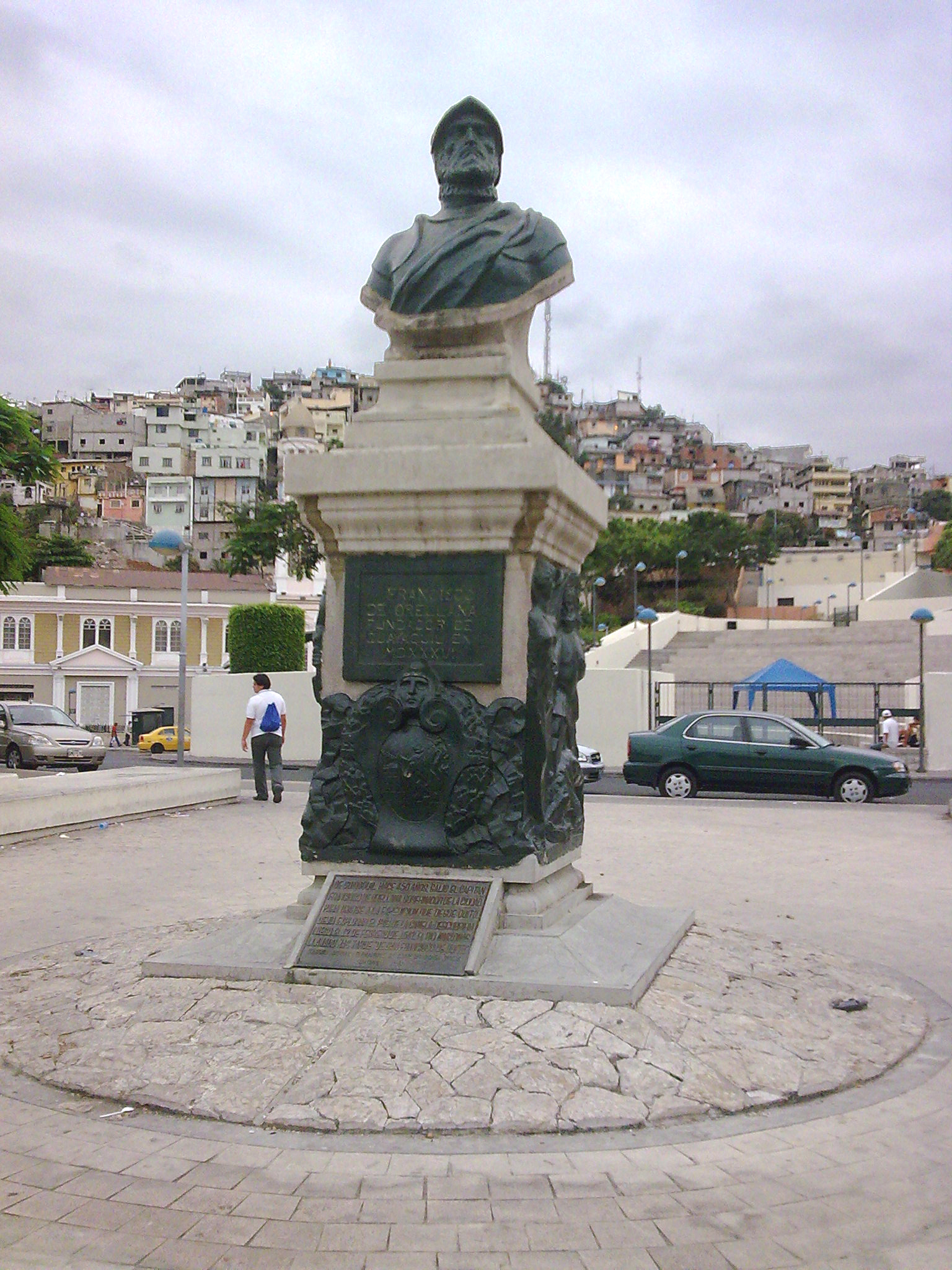
Busto de Francisco de Orellana en Guayaquil.

Belalcázar comandó la expedición que trasladaría la ciudad de Santiago hacia el actual litoral ecuatoriano desde las costas Piura ingresando por el Golfo de Guayaquil hacia el actual río Guayas por el lado este en 1535. El primer asentamiento lo realizaron cerca del Estero de Dimas, en la desembocadura del río Amay. Belalcázar regresó a Quito dejando a Diego de Daza como encargado de la administración con menos de 70 habitantes.
Paulatinamente el pequeño poblado quedó prácticamente despoblado debido principalmente a enfermedades tropicales, falta de suministros, y la resistencia aborigen del pueblo chono que se negó a compartir su territorio con los españoles. Francisco Pizarro desde el Cusco ordenó al capitán Hernando de Zaera que se dirigiera a la región para la respectiva reubicación del poblado, lo cual se llevó a cabo para abril de 1536 en el sector de Chadai, a orillas del río Yaguachi. Sin embargo, Zaera partió rápidamente en ayuda de Pizarro tras las rebeliones dirigidas por Manco Inca en el Perú.
Al poco tiempo, reiniciaron las hostilidades por parte de los chonos, dejando prácticamente en ruinas a Santiago. A mediados de 1538 llegó el capitán Francisco de Orellana, y ordenó la reubicación en La Culata, y tras someter a los nativos, pacífica el sector. Sin embargo tras la partida de Orellana, en 1541, Diego de Urbina queda al mando de la población y se enfrenta a nuevas oleadas de ataques chonos y huancavilcas. Los frecuentes traslados por las invasiones terminaron con la tregua pactada entre españoles y huancavilcas en 1544, y el poblado fue reubicado en el sector denominado por los nativos como Huayllakile y la ciudad pasó a llamarse Santiago de Guayaquil, la cual contaba con 15 casas y una capilla. 
Finalmente Francisco de Olmos, huyendo de los pizarristas tras la guerra civil en el Perú, toma el control de la ciudad y la traslada a las faldas del Cerrito Verde (actual cerro Santa Ana) en su actual emplazamiento en 1547.

## Colonia

### Corregimiento

#### SigloXVI

Escudo colonial de Guayaquil

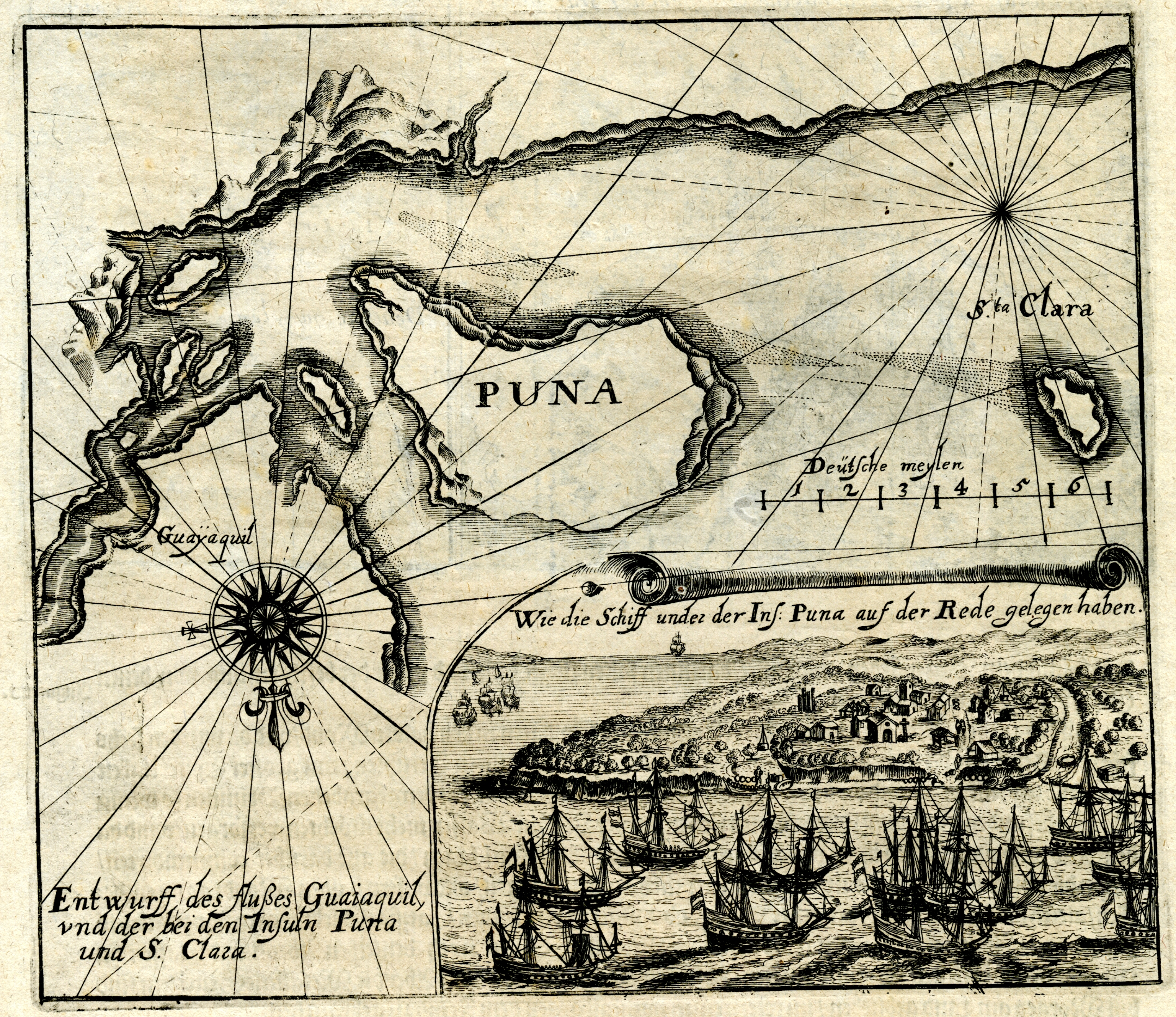
Asedio a la Isla Puná de una Escuadra dirigida por Jacques L'Hermite, según un grabado de 1630.

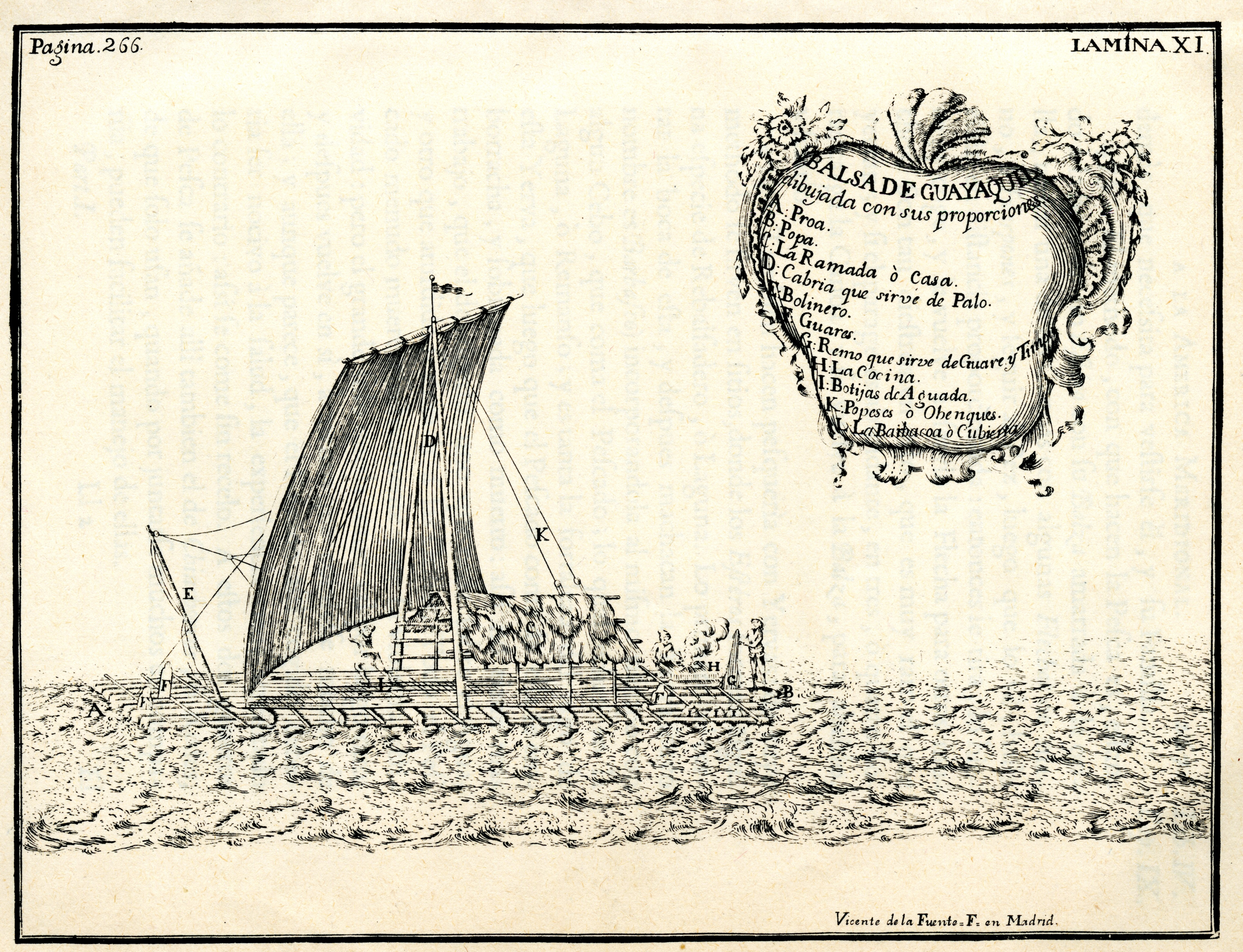
Muestra de la balsa común en las costas del Corregimiento de Guayaquil; siendo el medio de transporte usual que sobrevivió desde los indicios de la Cultura huancavilca hasta el. En la ilustración la realizada por Jorge Juan y Antonio de Ulloa en la Misión geodésica francesa.

La ciudad de Santiago de Guayaquil, después de los varios traslados que sufrió hasta llegar a su actual ubicación, tuvo un crecimiento poco acelerado ya que su casco urbano se desarrollaba en las faldas del cerro Santa Ana, con el barrio de Las Peñas. Su organización política era muy pobre y dependía principalmente de gobernaciones próximas como la de Quito o Puerto Viejo. 
Tenía la categoría de corregimiento y sus máximas autoridades tenían el título de "Teniente de Corregidor". El Corregimiento de Guayaquil políticamente formaba parte de la división administrativa del antiguo Virreinato del Perú pero sus territorios primero estuvieron subordinados a la Gobernación de Nueva Castilla con sede en la Ciudad de los Reyes. Con la desaparición de la gobernación y la creación del Virreinato del Perú, pasaron a conformarse varios gobiernos seccionales dentro de la extensa entidad territorial española. Así para 1563 se creó la Real Audiencia y Presidencia de Quito, de la cual Guayaquil pasó a formar parte íntegramente.
En los primeros años de la ciudad, se vio un crecimiento poco acelerado, debido principalmente a los incendios y enfermedades propias del clima tropical. En 1572, la población había ascendido a 320 personas, que se registraron en actas; 25 casas perfectamente habitables, y un hospital, que había sido fundado 8 años antes por Hernando de Santillán, primer presidente de la Real Audiencia de Quito. Para 1582 se registraron las construcciones de la iglesia Mayor y la de Santo Domingo. Un año después, en 1583, la ciudad sufrió un fatal incendio, lo cual dejó en escombros gran parte de la urbe, incluyendo el Hospital de Santa Catalina. En 1589, Guayaquil sufrió un brote de viruela que diezmó a la población, y las autoridades decidieron trasladar las principales instituciones a la cumbre del cerro Santa Ana.

#### SigloXVII
A inicios del siglo XVII, la ciudad se encontraba todavía instalada principalmente sobre el cerro Santa Ana, con su Iglesia Mayor y casas del Cabildo en el mismo sitio, así como la mayor parte de su población. Sin embargo, la iglesia de Santo Domingo y las nuevas de San Agustín y San Francisco, empezaron a construirse en las faldas del cerro del Carmen, las cuales se mantendrían en esas localidades hasta inicios del siguiente siglo.
La abundancia de maderas útiles para la construcción; la existencia de gran cantidad de individuos en busca de trabajo (lo que abarataba la mano de obra) y la ubicación estratégica del puerto, permitieron que en Guayaquil floreciera uno de los astilleros más grandes e importantes de América en el siglo XVII. La ciudad no solo tenía astilleros dentro de la población (en el estero de Villamar; en la Atarazana), sino que en ocasiones la ciudad misma llegó a ser toda un astillero. Además, tuvo un importante centro de construcción y reparación de naves en la isla Puná, donde se construyeron gran cantidad de galeones, incluidas dos "capitanas reales" y una "almiranta" encargadas por Pedro de Toledo y Leiva, Marqués de Mancera el año de 1643. Los astilleros fueron una de las principales fuentes de ingresos para la región.
El crecimiento comercial de Guayaquil atrajo también varios problemas de piratería. En junio de 1624 la ciudad fue asaltada por la armada neerlandesa al mando de Jean Claude de Gubernat, lugarteniente de Jaques L'Heremite Clerk quien ordenó incendiar más de veinte viviendas y la iglesia Matriz con el objetivo de atemorizar a los habitantes y destruir sus astilleros. Tras la resistencia guayaquileña ante los ataques, los neerlandeses se retiraron, sin embargo, luego de dos meses reiniciarían los ataques en represalia. Como consecuencia de la batalla murieron varios hombres de mando como Gubernat, pero la ciudad quedó parcialmente destruida.
  

La Cruz de Borgoña es la Bandera de los Reinos Españoles.

La reconstrucción de la ciudad se vio detenida principalmente por los continuos incendios, como los ocurridos en 1632 y 1634, que destruyeron varios edificios importantes y patrimonio documental. Sin embargo, las autoridades solicitaron autorización para el envío de cargamentos con productos de la región a México, iniciando así comercio marítimo internacional desde la ciudad.

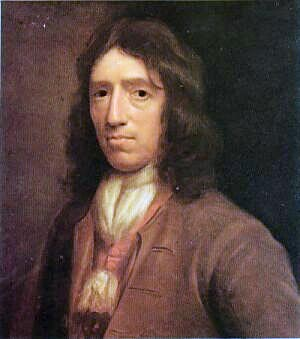
El corsario inglés William Dampierre atacó Guayaquil en 1684

Para la prevención de eventuales ataques piratas, se ordenó la creación de iniciado la construcción de fosos y fortificaciones en 1649, el fortín de La Planchada en 1651, y en la cima del cerro Santa Ana el fortín de San Carlos en 1682. Utilizando estas fortificaciones se combatió el ataque del corsario inglés William Dampierre en 1684, junto a Charles Swan y Edward Davis. En 1687 se presentó otro ataque por los piratas François Grogniet, que murió en el ataque, Pierre le Picard y George Hout (George Dew), para raptar a habitantes de alta posición económica con el fin de solicitar rescates.
Nuevas reconstrucciones del poblado hacían necesario de una expansión más allá de los cerros. En 1688 al presidente de la Audiencia Lope Antonio de Munive se le fue solicitado la autorización para la creación de lotes al sur de los cerros, y el regidor Juan Pérez de Villamar viajó a España con la misión de obtener la Cédula Real que permitiese dicho traslado. Finalmente, para 1693, Guayaquil obtiene los permisos e inicia su traslado a la denominada Ciudad Nueva.

#### SigloXVIII
El proceso de traslado a Ciudad Nueva ocurrió con agilidad, a pesar de la negativa de varios moradores de Ciudad Vieja a dejar sus domicilios. Ambas localidades estaban separadas por varios esteros y fosas que dificultaban el libre acceso, y solo existían varios puentes pequeños e inseguros. Debido a esto, en 1710 se creó el Puente de las Ochocientas Varas que atravesaba cinco esteros y conectaba Ciudad Vieja y Ciudad Nueva, bajo la administración del corregidor Jerónimo de Boza y Solís. Para 1732, la mayor parte de las instituciones fueron trasladadas como la Casa del cabildo, varias iglesias y hospitales. Por esa época se registra el primer censo oficial de Guayaquil en el que constaban alrededor de 12.000 habitantes.
Una Real Cédula del 29 de mayo de 1717, expedida en Segovia por el rey Felipe V, dispuso que la Real Audiencia de Quito, incluyendo a Guayaquil, deje de formar parte del Virreinato del Perú para pasar a la administración del recién creado Virreinato de Nueva Granada. Posteriormente el virreinato fue suprimido por la Real Cédula expedida en San Ildefonso el 5 de noviembre de 1723, con lo que la Audiencia volvió a estar bajo administración desde Lima, sin embargo, el 29 de agosto de 1739, propio Felipe V restituyó al Virreinato de Nueva Granada, cambiando nuevamente la administración de la Audiencia desde Bogotá. Estos cambios políticos y administrativos debilitaron considerablemente el poder comercial que había alcanzado la ciudad, debido a que la fácil comunicación vía marítima con Lima tuvo que ser reemplazada por la no favorable vía terrestre por el callejón interandino hasta Quito y luego hasta Bogotá. Además su importancia como puerto principal de la región se vio inmensamente desfavorecido con el inicio de la construcción de un nuevo puerto en el Callao por parte de Lima.

Plano de Guayaquil de 1741

Para mediados del siglo XVIII la ciudad había crecido la suficiente para llegar a estar considerada como una de las más grandes del continente, alcanzando una población de 20.000 habitantes aproximadamente. Sin embargo, en 1742 apareció el primer brote de fiebre amarilla, que diezmó la población de manera sustancial. Una vez que se pudo controlar el brote, Guayaquil siguió creciendo comercialmente mediante exportaciones principalmente de cacao y otros productos como jarcia, añil, café, maderas finas, zarzaparrilla, tabaco, alquitrán y azúcar.  A esto se le sumaba las importaciones de mercancía como aguardiente, vino, hierro, ropa de Castilla, pasas, higos, entre otras. Guayaquil generaba más del 60% de los ingresos percibidos por la Real Audiencia de Quito por concepto de exportaciones.
Pese a las grandes facilidades de que disponía para comerciar, Guayaquil presentaba serios problemas urbanísticos. Abandonada por el poder central en Quito y por la Corona española, las necesidades elementales para la ciudad estaban en estado deplorable, principalmente sus calles a las cuales les faltaban trabajos de pavimentación, con lo cual en período de lluvias se volvían lodazales y dificultaban la circulación. Aunque varias veces se intentó organizar la construcción de calzadas para las calles, las arcas del Cabildo no contaban con el capital suficiente, debido principalmente a los impuestos de la Audiencia. Además, también se presentaban los problemas ocasionados por los continuos incendios, los ataques piratas, las pestes y demás enfermedades tropicales.
Varias quejas y propuestas fueron presentadas a diversas autoridades, incluyendo al propio rey, para que se tomen medidas en favor del desarrollo de la ciudad. La propuesta principal fue la de elevar la categoría de Guayaquil de corregimiento a gobernación.

### Guayaquil en 1740
Tomamos como base el primer plano que tuvo la ciudad elaborado por Minguet y que lo integra el libro que escribiría el egregio Jacinto Morán de Butrón y publicado por Alcedo en España.
Por aquella época nuestra ciudad era una de las más pobladas del imperio por estos lares, tenía cerca de 20.000 habitantes y crecía en dirección sur y oeste de manera apresurada.
La mayoría de sus casas poseían un piso alto y entresuelo que servía como almacén. Todas ellas con portales dándole a la ciudad un aspecto distinto a las típicas ciudades españolas.
Poseía 3 fuertes, 5 iglesias entre ellas la que regentaba la compañía de Jesús; un colegio administrado por la misma orden, una sala de armas y hospital  situado en el damero que hoy da frente a la Gobernación.

### Gobernación

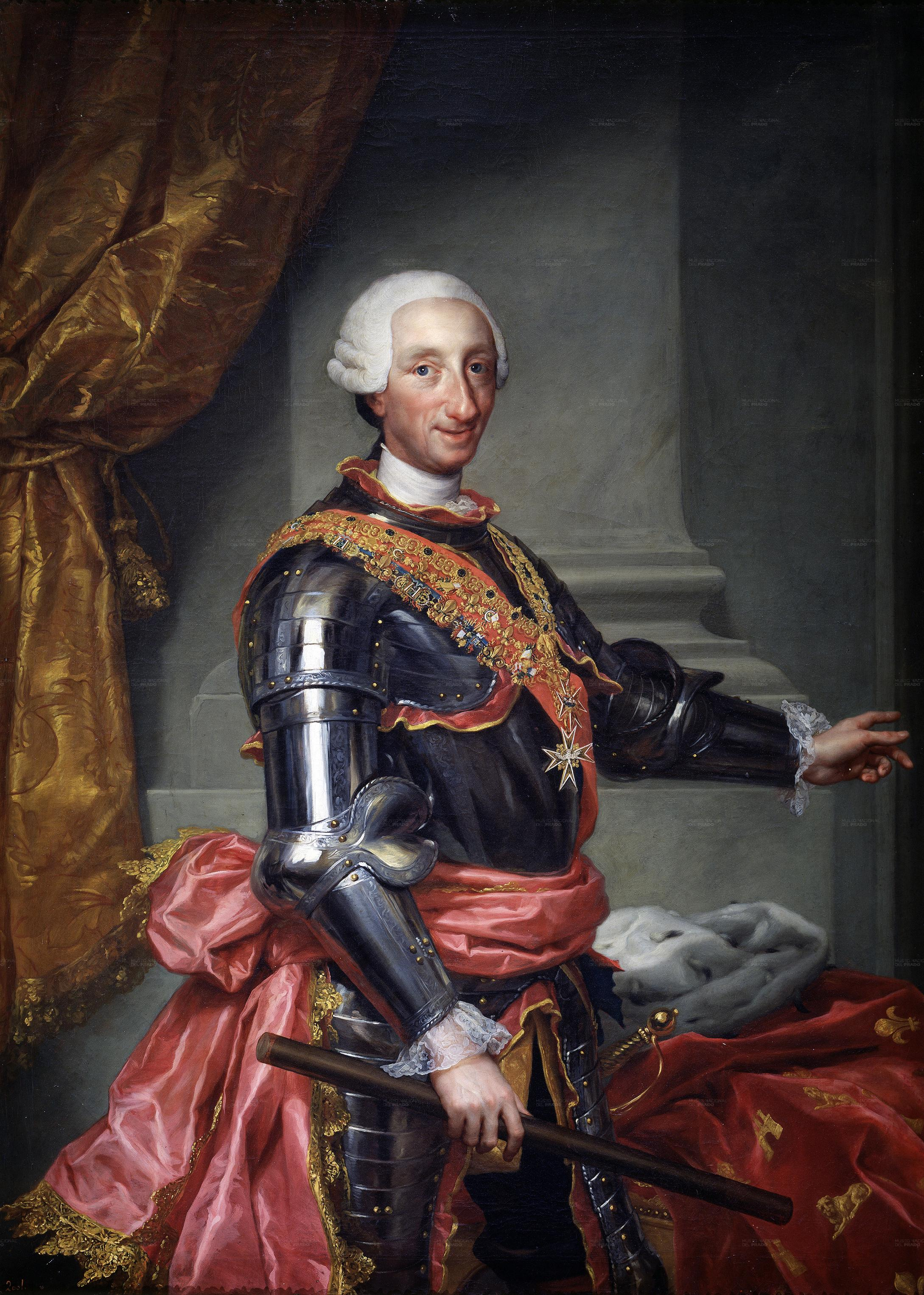
Carlos III de España.

Tras peticiones, concejos y estudios que proponían la elevación de categoría de Guayaquil a gobernación, en 1753 el Cabildo de la ciudad designó al ex-corregidor José Clemente Mora para que agilice los trámites ante el rey Carlos III en España. Los poderes de las negociaciones fueron traspasados a Felipe Vásquez quien presentó ante el rey una exposición en la que se destacaba la importancia de Guayaquil por los beneficios que rendía a la Corona, gracias a su puerto y astillero, así como por la producción de cacao y, sobre todo, por sus maderas, con las que inclusive se había construido gran parte de la ciudad de Lima. Finalmente, el rey Carlos III aprueba la creación de un Gobierno Militar mediante la Real Cédula expedida el 8 de diciembre de 1762.
La notificación de la erección de Guayaquil en Gobierno Militar llegó rápidamente al Virreinato de Nueva Granada a conocimiento del virrey Pedro Mesía de la Cerda, quien designó al teniente coronel Juan Antonio Zelaya como la persona mejor indicada para estar al frente del Gobierno Militar. Zelaya llegó a Guayaquil el 11 de octubre de 1763 para posesionarse en el cargo de Real Gobernador.
La situación de prosperidad por la que atravesaba la ciudad y la provincia, debido al auge comercial, fue interrumpido por una de las mayores tragedias que tuvo que soportar Guayaquil: el Fuego Grande. El 10 de noviembre de 1764 la Ciudad Vieja fue arrasaba casi en su totalidad debido al incendio que se consumió alrededor de 150 casas y varios edificios históricos. Aunque el incendio no dejó víctimas mortales, se vivió un gran impacto en los aspectos comerciales y demográficos, ya que una muy importante cantidad de la población buscó refugio en otras ciudades. La reconstrucción de la ciudad trajo aplicación de medidas para prevenir incendios, sin embargo, rara vez se aplicaban estas disposiciones, por lo cual los incendios continuaron en los años posteriores.
Después de la expulsión de los jesuitas en 1767, en la que grandes cantidades de ellos, provenientes de otros lugares de la Audiencia, se congregaron en la ciudad para zarpar en varios navíos rumbo a su destierros; Guayaquil empezó su regeneración en lo urbanístico y en lo militar, principalmente por los eventuales apoyos a la Corona española en su lucha contra los ingleses. El gobernador Ramón García de León y Pizarro ordenó importantes obras de regeneración urbanista como la construcción del Mercado de Abastos en 1785 en el terreno que actualmente ocupa el Palacio Municipal, que se mantuvo hasta 1908; el Muelle Nuevo, frente al Mercado de Abastos, y el Cuartel de Milicias. Autoridades posteriores mejoraron las defensas contraataques e incendios para la ciudad, así como el Fortín de la Planchada, el puente de Carrión, las baterías de San Carlos y Las Cruces.

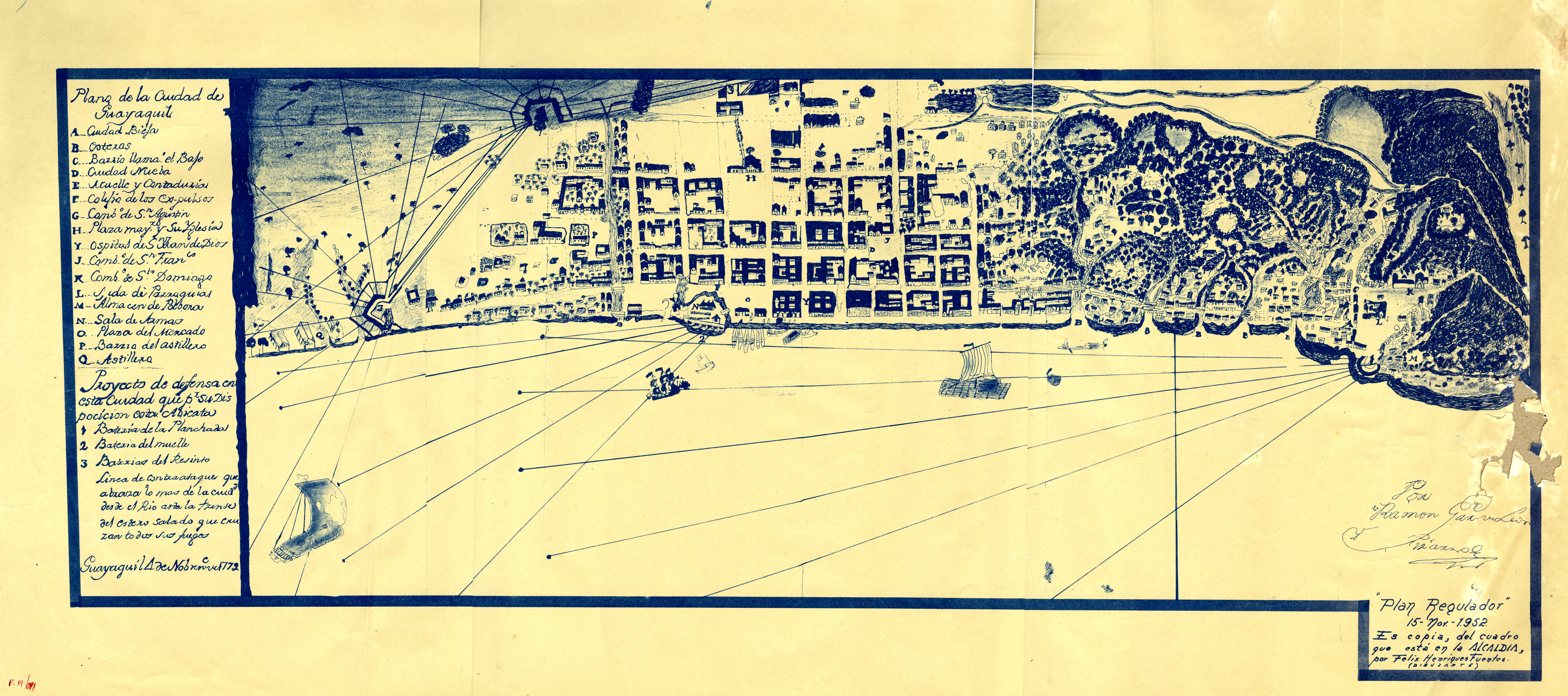
Plano de Guayaquil datado a 4 de noviembre de 1772.

### Guayaquil en 1770
Habían pasado 6 años del incendio que dejó terribles pérdidas para los vecinos de Guayaquil, como consecuencia del siniestro la población se redujo a tan solo 4900 personas de un número de 26 000 antes del hecho.
Por esa época el español Requena levanta un plano de la ciudad.
Se construyó una calzada de piedra en lo que hoy es la avenida 9 de octubre  hasta la intersección de la actual Rumichaca, el cual se conoció como Puente del Salado. Por esa misma época se edifica la Contaduría, la Aduana y el Hospital.
Junto al emplazamiento del  edificio Municipal donde hoy se levanta imponente el edificio Valdra estuvo el fuerte de San Felipe y su sala de armas.
Sucesivamente la ciudad fue ganando población hasta que en el año de 1775, el Barrio que llamaban del Astillero contaba con 151 casas, el del Centro con 211 y por último la ciudad Vieja con 299, cuya suma da como resultado 661 viviendas.
Se terminaría de rellenar la calle donde alguna vez estuvo el célebre puente de las 800 varas –hoy calle Panamá- mientras en el sur se construye la tahona que no era más que una fábrica de Harina –antiguo Hotel Humboldt que sirve como almacén y bodegas de los comercios de la Bahía-.

### Viejas fortificaciones de Guayaquil

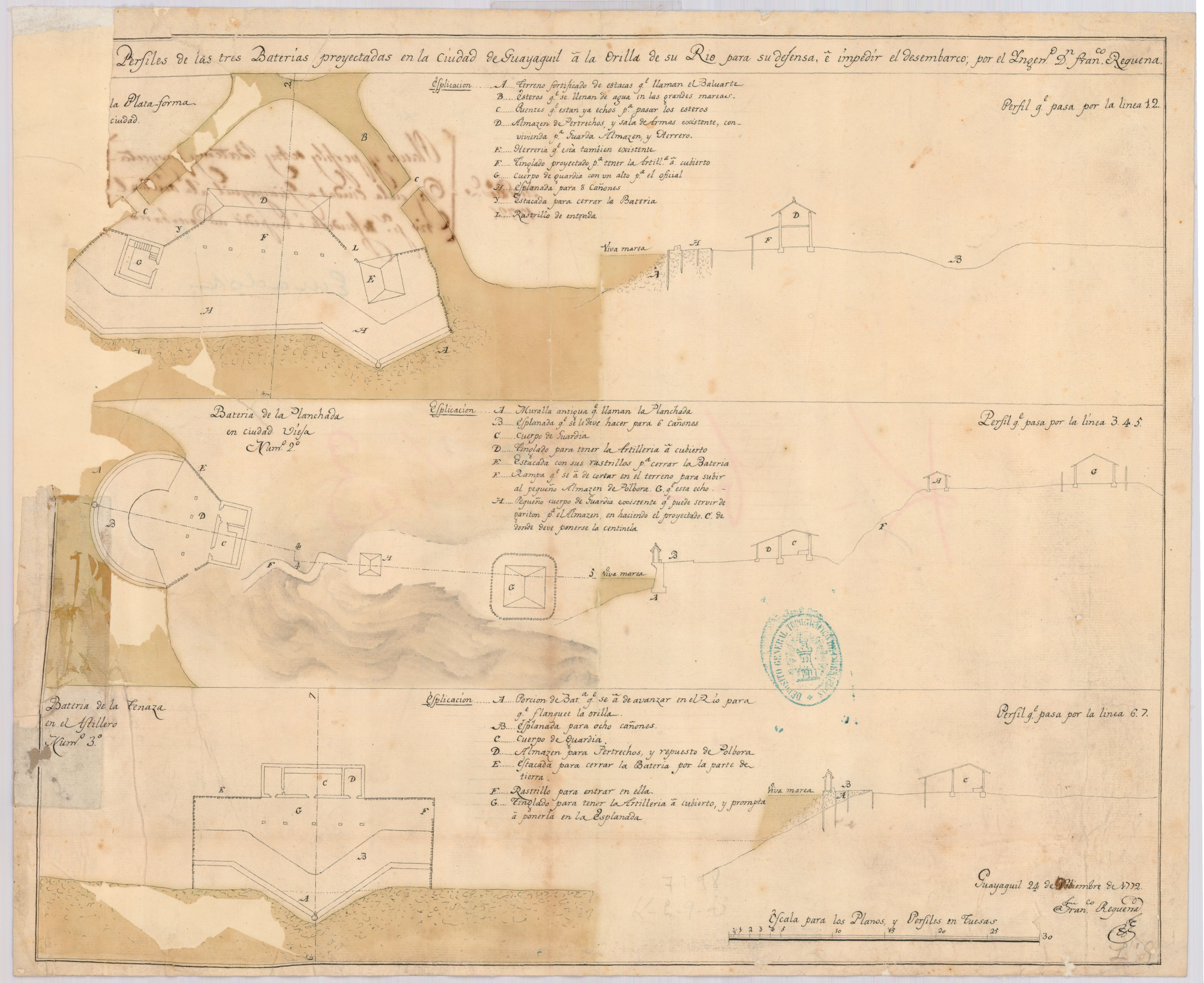
Baterías de la Plataforma, de la Planchada y de la Terraza (1772)

Nuestra ciudad al igual que ahora tuvo poca atención de las autoridades, estas solo se encargaban en recaudar lo que producía pero cuando se necesitaban recursos para beneficio de sus habitantes estos eran negados o entregados a regañadientes. Parece que esto no ha cambiado hasta la actualidad. Todo lo que se consiguió como ciudad fue producto de nuestro propio sacrificio.
Ahora veremos como la pequeña ciudad de Guayaquil pudo defenderse cuando era sitiada por los piratas y corsarios europeos.
Entre los años de 1682-84 los vecinos de la ciudad lograron recolectar cerca de 4000 pesos para financiar la construcción de La Planchada utilizando piedras traídas de Chongón. Este pequeño muro aún se mantiene aunque queda poco del original ya que fue remodelado a principios del siglo XX en el año de 1906 y que perdura sin mucha modificación hasta la actualidad.
Las invasiones que se fueron dando con el pasar de los años entregaron a los habitantes suficientes enseñanzas para no volver a cometer los mismos errores. Por ejemplo se supo que las áreas accesibles eran la boca sur del río, el estero Salado y el de Santay. En esta isla cuando se tenía conocimiento de la proximidad de un asalto, los habitantes mandaban a pique algunos árboles para obstaculizar los caminos que podrían utilizar.
En la cima del Cerro de Santa Ana existía un pequeño “castillo” que llevaba por nombre San Carlos, este no era más que una ramada defendida por unas escarpas del mismo cerro y un par de cañones que al parecer habían cumplido ya su vida útil.  Otros fortines que de materiales poco resistentes se hicieron en el trayecto entre La Planchada y la Iglesia de Santo Domingo. Establecida ya la parte nueva de la ciudad, hubo un proyecto de construir un castillo en la época en que gobernaba como corregidor Pablo Sáez Duron en 1712, llegándose incluso a recibir autorización de la corona pero dejando como condición que no se utilizaren los recursos de las Reales Cajas. La obra tenía un valor proyectado en 30.000 pesos, hasta que en 1716 el cabildo porteño en una sesión pública dispuso crear impuestos voluntarios sobre los frutos más necesarios de consumo.
En época de 1730 en el gobierno del corregidor Juan Miguel de Vera se mandó a edificar un fuerte en Punta Gorda –actual deshuesadora de Andec cerca a las esclusas- estructura hecha de mangle de forma semicircular rellenado con tierra y conchas donde se habían colocado 12 cañones junto a ese fuerte se estableció un pequeño cuartel. En Sono se construyó un terraplén con 8 piezas de artillería.
Todas estas construcciones no duraría mucho tiempo debido a lo fuerte de nuestro clima. Para Guayaquil no hubo aquellos fuertes de piedra que hoy son monumentos históricos como el de Cartagena de Indias, Callao o Portobelo.
Por 1740 se mandó a edificar el Real Baluarte en la orilla cerca del Conchero que estuvo al cuidado de José Rodríguez Bejarano. Tiempo después se construye la batería San Carlos en lo que hoy es la Av. Olmedo, bajo responsabilidad de Miguel de Olmedo, padre del prócer de octubre. 
Punta de Piedra fue otro parapeto que se había construido en la colonia y así mismo de materiales inapropiados para su servicio. Mientras que a principios del siglo XIX se edificó la batería de Las Cruces en donde hoy está la empresa eléctrica en el barrio del Astillero.
Esta fue una de las principales razones por la cual nuestra ciudad era prácticamente un regalo por los invasores, por ello se perdió gran parte de las actas del cabildo que hoy tanto necesitamos. Este abandono notable haría germinar en el corazón de los guayaquileños su amor por la libertad e independencia.

### Auxilios prestados a España
"Cuando la guerra civil provocada por Pizarro; ayudo a La Gasca, dándole guardia y custodia hasta el Puerto de Tumbes; procediendo de igual manera cuando los trastornos efectuados por Francisco Hernández Jirón. Por medio de la construcción de muchas y grandes naves en su Astillero; mandando un buen contingente de hombres a Quito, para sofocar la sublevación producida por el impuesto de las alcabalas, con un cuantioso donativo para la construcción de las murallas de la ciudad y puerto de Cartagena de Indias; con una colecta popular que ascendió a cuatro mil pesos, para la construcción del fortín de la Planchada en Guayaquil (...); con un donativo considerable, hecho por la ciudad y pueblos de su jurisdicción, para ayudar a la reedificación del Real Palacio; con cuantiosas erogaciones, hechas diversas veces, para la traslación decente y cómoda de algunos de los Virreyes que pasaron a Lima, unos, y a Bogotá (...)".

### Razones de la independencia
A pesar de los auxilios prestados a España, Guayaquil recibió muy poco como retribución por parte de los españoles al decir del historiador guayaquileño Camilo Destruge "(...) hemos visto (...), como se la tenía olvidada en todo lo que no fuera la explotación de sus riquezas y de sus raras energías. Ella, por si sola, tenía que hacer su defensa contra las invasiones piraticas, las baterías y fortines, con suscripciones populares fueron construidos; los cuerpos militares para su resguardo, los formaban milicianos guayaquileños; después de cada estrago de los incendios, la energía y laboriosidad de los vecinos era los únicos elementos para el renacimiento de la ciudad, sin el menor auxilio oficial; y, en una palabra, todo lo daba y nada o casi nada recibía". Situación muy similar a la que vivimos hoy en día con el Gobierno Nacional y su nula inversión pública en Guayaquil si la comparamos con Quito; a pesar de que Guayas es la segunda provincia con mayor aportación tributaria al erario nacional.

## Época independentista

### Independencia

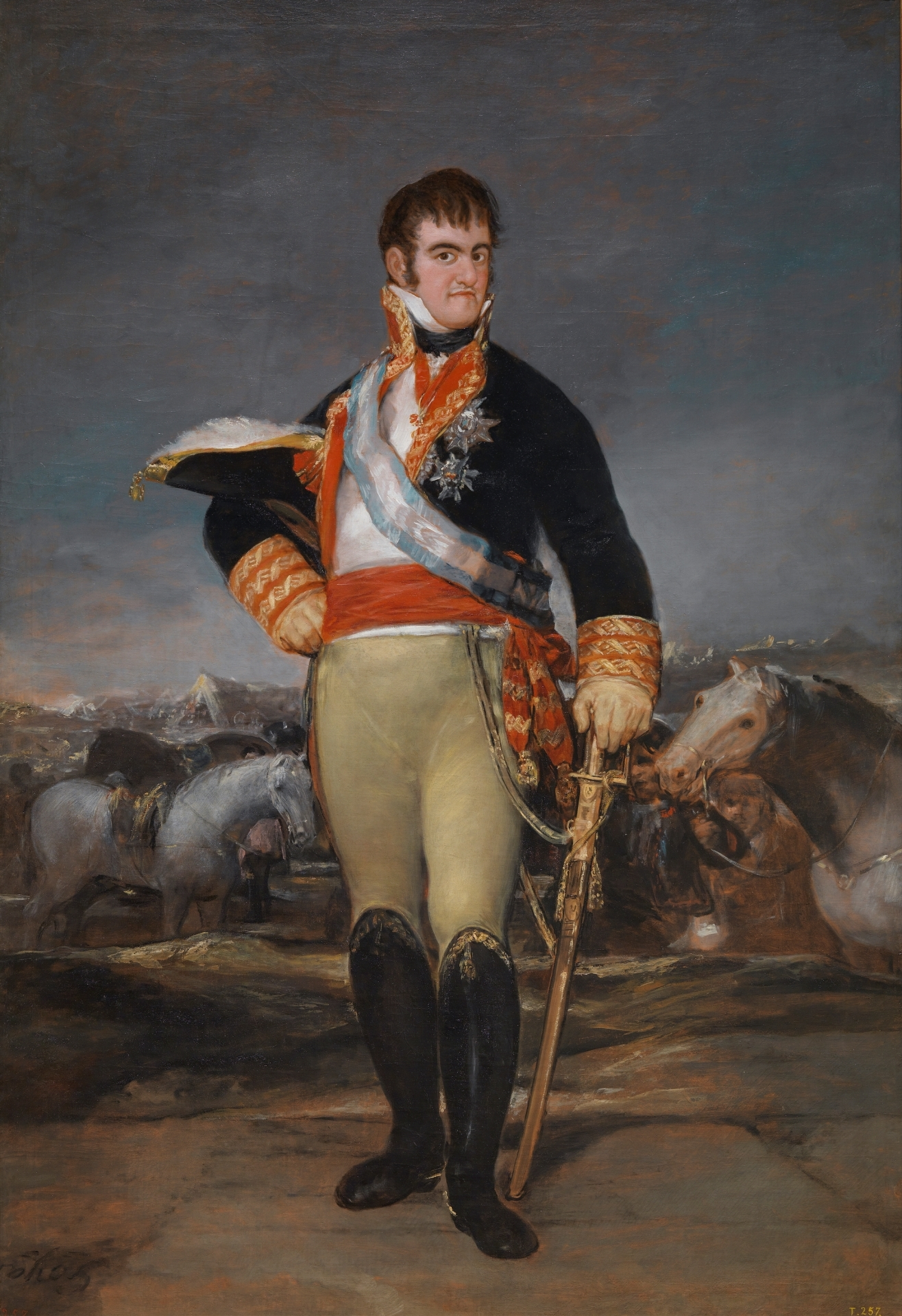
Fernando VII de España.

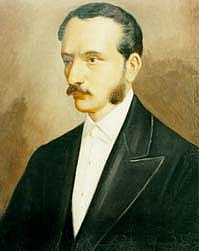
José de Antepara.

A finales del siglo XVIII e inicios del siglo XIX se produjeron varios factores determinantes para la decadencia de las colonias españolas en el continente americano: la guerra de independencia de las Trece Colonias entre 1775 y 1783; las manifestaciones populares en el Reino de Francia en 1789, lo cual desató la Revolución francesa, y luego a la creación de la Primera República Francesa; y, principalmente, el ascenso al poder de Napoleón Bonaparte y la creación del Primer Imperio francés. En 1808, las fuerzas napoleónicas invadieron España, por lo cual Carlos IV fue obligado a abdicar y lo sucedió su hijo, Fernando VII, quien a su vez al breve tiempo también abdicó forzado para que el hermano de Napoleón, José Bonaparte, sea nombrado rey. 
Tras varios levantamientos en las colonias en contra de la Corona española en manos francesas, la Real Audiencia de Quito tuvo una rebelión criolla el 10 de agosto de 1809, considerado el primer grito de Independencia, ya que fueron los primeros en instaurar una junta autónoma, la misma que inspiraría futuras rebeliones incluida la de Guayaquil, sin embargo, devolvieron el poder a los españoles el 13 de octubre del mismo año, aunque la resistencia de algunos no tuvo final hasta la matanza del 2 de agosto de 1810.
La guerra de independencia española restauró el reinado de Fernando VII con carácter absolutista en 1814, pero dejó débil su dominio en las colonias. Inmediatamente Fernando VII disolvió las Cortes de Cádiz y varios de sus diputados fueron perseguidos, como fue el caso del guayaquileño José Joaquín de Olmedo quien, tras esconderse en Madrid y Lima por varios años, volvió a su ciudad natal.
En Guayaquil las tropas españolas, leales al rey, mantenían ciertos enfrentamientos con varios corsarios que atacaban los puertos con la finalidad de desestabilizar el dominio europeo en las colonias, como fue el caso del ataque de almirante Guillermo Brown en 1816. La proclamación de juntas autónomas de gobierno en varias ciudades y sus posteriores declaraciones de independencia influyó rápidamente en el Virreinato del Perú, el cual se encontraba fuertemente militarizado por los españoles en caso de eventuales rebeliones. Sin embargo, varios guayaquileños empezaron a tomar el ideal independentista, y entre ellos sobresalía José de Antepara.
Antepara, quien contaba entre sus amistades a: Francisco de Miranda, Simón Bolívar, Vicente Rocafuerte, entre otros; entabló conversaciones con el general José de Villamil quien simpatizaba con sus ideales, y acordaron reunir a varios co-idearios con el objetivo de acordar un plan para lograr la autonomía de Guayaquil. Olmedo, Antepara, Villamil y varios otros acordaron el pacto de independizar a Guayaquil el 1 de octubre de 1820. Iniciaron las negociaciones con varios funcionarios con rangos militares significativos para que se pleguen a la causa, y en menos de una semana ya contaron con un gran número de adeptos. Los militares españoles dado de baja por su poca o nula lealtad al rey en Lima León de Febres Cordero, Luis Urdaneta y Miguel de Letamendi, juraron ayudar al proyecto, aportando sus conocimientos militares.
En la noche del 8 de octubre inició la operación. Una gran cantidad de efectivos militares estaban apostados en la Plaza de Armas, sus alrededores y el malecón. Tras el secuestro de un comandante español, se apoderaron de las llaves del parque, apresaron al oficial guardia de turno, formaron las filas y se proclamó la causa, obteniendo apoyo en ese recinto militar sin muertes. Sin embargo, una balacera en el batallón de caballería, terminó con la muerte de su ofial de mayor rango, aunque se puso controlar aquel recinto. Finalmente con la complicidad de varios otros oficiales que prefirieron unirse a los independentistas y el arresto de otros, la mañana del 9 de octubre Guayaquil declaró su independencia.

### Provincia Libre de Guayaquil
Después del estallido de la revolución, el 9 de octubre de 1820, solo la ciudad de Guayaquil quedó libre del dominio español, pero no su provincia en total. Rápidamente se logró la independencia de varios pueblos aledaños, así como el 10 de octubre lo logra el pueblo de Samborondón, mientras que Daule el 11 se une a la causa emancipadora, al igual que Naranjal el 15 de ese mismo mes.
Se le fue concedido a José Joaquín de Olmedo el cargo de Jefe de Gobierno provisional, e inmediatamente se ordenó la organización de las tropas militares leales a la causa emancipadora dentro de la provincia, con el objetivo de asegurar la defensa de Guayaquil sobre eventuales ataques españoles y llevar la independencia a las otras ciudades importantes de la ex-Audiencia: Quito y Cuenca. El ejército guayaquileño fue bautizado con el nombre de  División Protectora de Quito y estuvo comandado por los venezolanos Luis Urdaneta y León de Febres Cordero, quienes prestaron valiosa ayuda al motín del 9 de octubre.

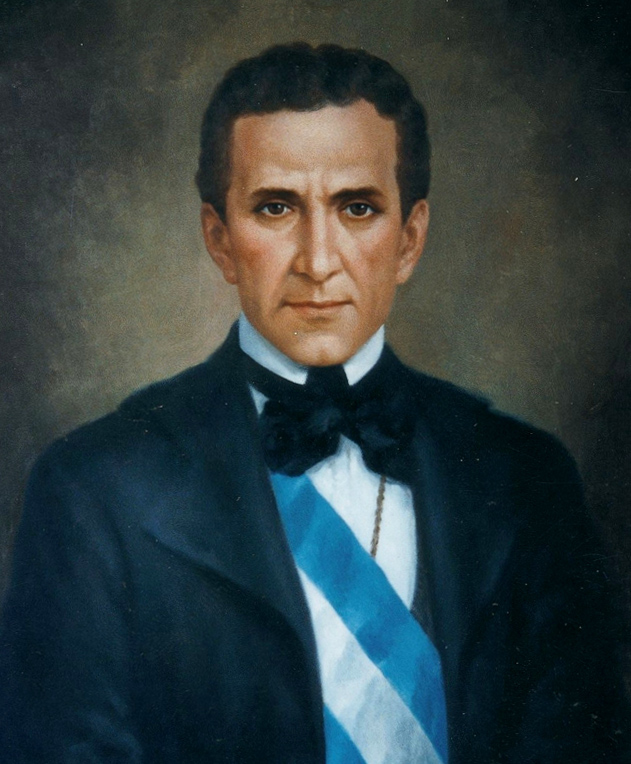
José Joaquín de Olmedo.

El 8 de noviembre de 1820, 57 representantes de todos los pueblos que conformaban la provincia de Guayaquil fueron convocados al Ayuntamiento de la ciudad en donde se proclamó el nacimiento de un nuevo estado conocido como la Provincia Libre de Guayaquil y eligieron como presidente de la misma al doctor José Joaquín de Olmedo. Seguido de esto se dictó el Reglamento Provisorio de Gobierno la cual sirvió como constitución para el naciente estado.
Mientras se desarrollaban cambios políticos en la ciudad, las tropas guayaquileñas de la División Protectora se habían acantonado cerca de la actual ciudad de Babahoyo con la finalidad de organizarse para atacar a las tropas realistas a las afueras del pueblo de Bilován (cercano a Guaranda), y de hecho, gracias a una alerta de emboscada, los independentistas enfrentaron al ejército leal al rey en la Batalla de Camino Real el 9 de noviembre. La victoria fue para las tropas guayaquileñas que al día siguiente llegaron a Guaranda, con el objetivo de avanzar hacia el norte hasta Quito, o hacia el sur hasta Cuenca.
Sin embargo, luego de llegar hasta las cercanías de Ambato, los independentistas, que superaban numéricamente a sus enemigos, fueron derrotados decisivamente por los realistas el 22 de noviembre en la Primera Batalla de Huachi. Tras el repliegue de la División Protectora, los realistas atacaron a los sublevados cuencanos el 20 de diciembre en Verdeloma, lo que empeoró las posibilidades de organizar una mejor ofensiva por parte de los guayaquileños. El ejército realista avanzó hasta Babahoyo pero dio marcha atrás a Riobamba y, las tropas independentistas se reagruparon y tomaron rumbo tras de ellos, sin embargo, una emboscada de los españoles hizo que la División Protectora tuviera otra importante derrota el 3 de enero de 1821 en la Batalla de Tanizagua.
El avance de los realistas fue eminente, sin embargo, el 6 de mayo de 1821 llegó Antonio José de Sucre a Guayaquil con refuerzos colombianos enviados por Simón Bolívar. La División Protectora, con el apoyo del ejército colombiano, detuvo el avance español en Cone el 19 de agosto tras la victoria conseguida en la Batalla de Yaguachi. Tras esto, los ejércitos independentistas se volcaron hacia Ambato por segunda ocasión, donde nuevamente fueron derrotados por los realista el 12 de septiembre en la Segunda Batalla de Huachi.
Un nuevo financiamiento económico de Guayaquil, ayudó a Sucre a reestructurar su ejército, con lo cual preparó una nueva campaña al mando de las tropas colombianas y guayaquileñas. El 21 de febrero de 1822 tomó Cuenca, y se dirigió hacia el norte. El 21 de abril, Sucre tuvo una decisiva victoria en la Batalla de Riobamba con apoyo de un batallón integrado por argentinos y chilenos. Con estas victorias, Sucre se abrió paso hasta Quito en donde se produjo la más significativa victoria independentista en la ex-Real Audiencia el 24 de mayo de 1822 en la Batalla de Pichincha. Tras la victoria patriota de los ejércitos colombianos y guayaquileños, Quito y Cuenca decidieron no integrarse con Guayaquil en un estado propio, sino más bien anexarse al proyecto de Bolívar llamado República de Colombia (denominada Gran Colombia).
Guayaquil decidió permanecer independiente como estado soberano, aunque nunca fue reconocido por la comunidad internacional que estaba convulsionada por las guerras de independencia.

### Guayaquil en la Independencia del Perú
Anexada la ciudad a la Gran Colombia se embarcó en una nueva aventura patriótica para ayudar a libertar al país del sur. A continuación algunos  nombres de los valerosos hijos de Guayaquil que pusieron en riesgo su vida y otros la entregaron por completo solo para ver a la patria sudamericana libre de toda opresión.
- Juan Francisco Elizalde Lamar (teniente coronel).
- Antonio Elizalde Lamar (teniente coronel).
- Juan Francisco Morán (teniente coronel del batallón Vencedor).
- Baltazar García (capitán del batallón Vencedor).
- Francisco Valverde (capitán del batallón Vencedor).
- Guillermo Bodero (capitán del batallón Vencedor).
- José Hilario Indaburo (capitán del batallón Vencedor).
- Isidro Viteri (capitán del batallón Vencedor).
- Agustín Franco (capitán del batallón Vencedor).
- José Manuel Quevedo (capitán del batallón Vencedor).
- Fulgencio Rocha (capitán del batallón Vencedor).
- Antonio Suárez (capitán del batallón Vencedor).
- Antolin Bastinza (capitán del batallón Vencedor).
- Feliciano Ledesma (teniente del batallón Vencedor).
- Manuel Salcedo (teniente del batallón Vencedor).
- Gaspar Santistevan (teniente del batallón Vencedor).
- Mariano Soto (teniente del batallón Vencedor).
- José López (subteniente del batallón Vencedor).
- Francisco Tejada (teniente del batallón Vencedor).
- Sevilla (teniente del batallón Vencedor).
- Luque (coronel del batallón Vencedor)).
- Landaeta (teniente del batallón Vencedor).
- Rosales (teniente del batallón Vencedor).
- Isidro Pabón (capitán del batallón Guayaquil).
- Lorenzo de Garaicoa (batallón Guayaquil).
- Francisco de Paula Lavayen (batallón Guayaquil).
- Juan Francisco Antepara y Bejarano (batallón Guayaquil).
- Juan de Mendiburu (batallón Guayaquil).
- Carlos de Acevedo (batallón Guayaquil).
- Guillermo Merino (batallón Guayaquil).
- Eusebio Baldeon (cabo).
- Hilario Sandoval (cabo).
- Marcelino Arriaga (cabo).
- Lucas Gamarra (cabo).
- Francisco Velarde (cabo).
- Fidel Gálvez (cabo).
- Justo Ramírez (cabo).
- Mariano Collantes (soldado).
- Francisco Romero (soldado).
- Casimiro Delgado (soldado).
- Pedro Colina (soldado).
- José Casado (soldado).
- Aurelio Vázquez (soldado).
- Vicente Montalvo (soldado).
- Manuel Cornejo (soldado).
- Mariano Castelo (soldado).
- Pedro Coello (soldado).
- José Aponte (soldado).
- Dionisio Arias (soldado).
- José Castillo (soldado).
- Camilo Flores (soldado).
- Joaquín Naranjo (soldado).
- José Astorga (soldado).
- Carlos Peralta (soldado).
- Silverio Basabe (soldado).
- Sebastián Méndez (soldado).
- Esteban Zambrano (soldado).
- Marcos Evangelista (soldado).

### Departamento de Guayaquil

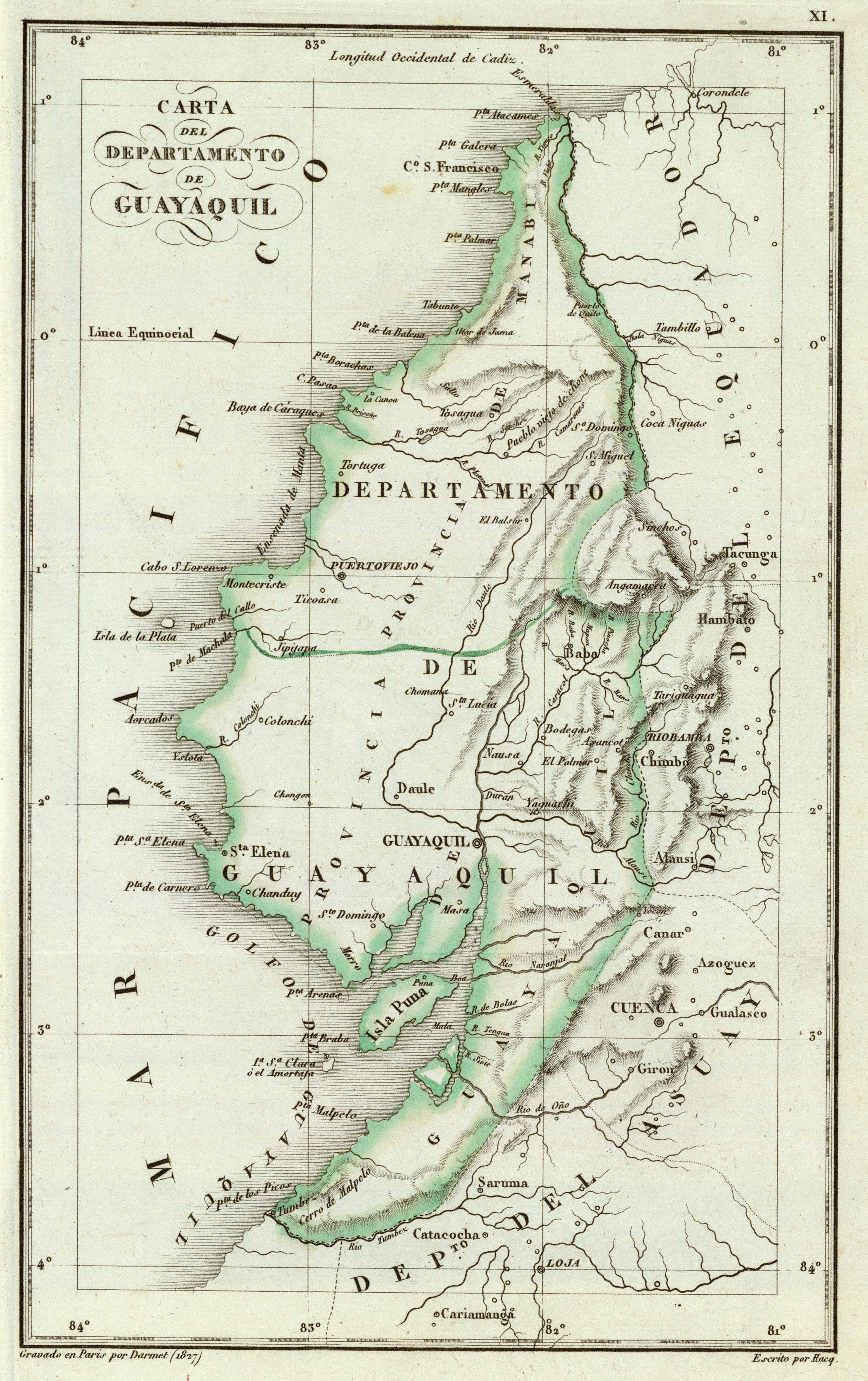
Carta o mapa del Departamento de Guayaquil.

Dentro del proyecto grancolombiano de Bolívar estaba la propuesta de incorporar los territorios de la Provincia Libre de Guayaquil debido principalmente a su crecimiento económico e importancia comercial por la vía marítima. El Perú también pretendía anexar Guayaquil a su territorio. Guayaquil permanecía como estado independiente, sin embargo, la situación geopolítica de la época dividían los criterios de la población en general en tres partidos: un sector de la población se mostraba predispuesta a incorporarse a Colombia debido a los lazos históricos con Quito y Cuenca; así también existía una gran parte que pretendía que la provincia se anexara al Perú auspiciados por la cúpula de comerciantes que veía mayor progreso en aquella opción, y; otro partido de la población confiaba en que lo mejor sería mantenerse independientes y no integrarse a ninguna otra nación, la cual era compartida por la mayoría del los integrantes del gobierno.
Ante la negativa del gobierno guayaquileño de incorporarse a Colombia y la ambición de los comerciantes de anexarla a Perú, Simón Bolívar se dispuso a invadir la ciudad capital, lo cual lo llevó a cabo el 11 de julio de 1822. Al llegar a Guayaquil es recibido con gratitud por la población debido a su ayuda en las campañas libertadoras, sin embargo, trajo consigo a alrededor de mil quinientos hombres armados con la intención de tomar el control militar y político de la región. Las tropas guayaquileñas habían quedado exhaustas y con muchas bajas después de luchar por la independencia de Quito, con lo cual no podían rivalizar contra las tropas de Bolívar. Debido a esta situación y como prueba de su disgusto y desaprovación, el jefe de Gobierno guayaquileño, José Joaquín de Olmedo, decide autoexiliarse al Perú.
Pocos días después llegó José de San Martín con sus edecanes y escolta, al mando de Pedro Nolasco Fonseca, y sostuvo una reunión con Bolívar, a solas y sin testigos, donde trataron principalmente tres cuestiones: el destino de la Provincia de Guayaquil, la reparación de la ayuda que el Perú había brindado anteriormente para la liberación de aquella provincia, y el final de la campaña contra los realistas, cuya definitiva etapa debía librarse en el recientemente Independiente Perú, ya que en zonas de la sierra peruana se encontraban los últimos reductos de los ejércitos realistas instalados en Sudamérica. La noche del 27 de julio de 1822, Bolívar agasajó a San Martín con un banquete. A mitad del mismo, y bajo un estricto secreto de todo lo conversado, tal cual lo convenido, San Martín se retiró hacia el muelle, y se embarcó hacia el Perú, dejando en manos de Bolívar parte de su ejército. El 31 de julio de 1822, la Provincia Libre de Guayaquil declaró obligadamente su anexión oficial a la Gran Colombia convirtiéndose en el Departamento de Guayaquil, el cual junto al Departamento de Ecuador y el Departamento de Azuay conformaron el Distrito del Sur del estado bolivariano.
El centralismo predominante en la política colombiana produjo molestias en varios sectores de la joven nación bolivariana. El 16 de abril de 1827 se produjo en Guayaquil una rebelión en contra de las autoridades colombianas ideada por Vicente Rocafuerte y José Joaquín de Olmedo y lideradas por los hermanos Juan Francisco y Antonio Elizalde, y por José de La Mar, quién fue designado Jefe Civil y Militar. Tras el levantamiento, el departamento permaneció autónomo alrededor de tres meses, sin embargo, La Mar tuvo que dejar la ciudad al haber sido designado Presidente del Perú, lo cual aprovecharon los colombianos para intentar que las fuerzas separatistas guayaquileñas depongan su aptitud. Finalmente Guayaquil se reintegró a Colombia en septiembre del mismo año, pero esta rebelión fue el punto inicial para la posterior disolución de la nación bolivariana.
Se sabe que en el antiguo régimen la difusión de libros y panfletos entre los vasallos americanos de la monarquía española dependían de lo que decidía el Concejo Real de España. Ellos eran los encargados de calificar las obras que podían ser impresas e introducidas en las Indias -así se conocía a la América Española-. Además, que pocas eran las ciudades americanas que poseían imprentas y las que tenían solo servían para la iglesia y en otros casos para imprimir información poco importante  sobre los que haceres civiles que no afecten a la imagen de la monarquía. Guayaquil perteneció al grupo de las ciudades que no tenían imprenta y que solo la llegó a tener cuando se independizó el 9 de octubre de 1820 cuando Francisco María Roca, miembro del triunvirato, se apersonó en adquirir una imprenta a un soldado argentino que estaba bajo las órdenes de San Martín. Podríamos pensar que desde esa época se acabó la censura, pero está muy alejado de la realidad. Porque meses antes de que Guayaquil sea anexada a la fuerza por Simón Bolívar, el vicepresidente de Colombia Santander emitió un decreto fechado el 13 de mayo de 1822 donde se prohibió la introducción y circulación:
- De todo libro obsceno e impúdico, con estampas o sin ella tales como ; el Padre Saturnino, la Vida privada de los doce Cesares, los Placeres de Julia, La Filosofía Teresa, el  Aretin, y otros semejantes
- Un poema titulado La guerra de los dioses, el Citador, las poesías impúdicas de Pirron y las Cartas del abate Casti

Además, se ordenaba que las personas que poseyeran dichos libros, los entregaran a las autoridades, con la conminación de la multa de 100 pesos"

## Época ecuatoriana temprana

### Inicios del Estado del Ecuador
La Gran Colombia presentaba graves crisis en su interior y disconformidad en varios sectores a finales de los años 1820, debido en gran parte por las diferencias entre partidarios del centralismo y del federalismo. La renuncia de Simón Bolívar a la presidencia colombiana el 4 de mayo de 1830, fue el punto inicial para la disolución de aquel Estado. El Distrito del Norte declaró su autonomía y separación definitiva de Colombia el 6 de mayo, creándose así el Estado de Venezuela. El 13 de mayo, emulando a los venezolanos, en la ciudad de Quito se declaró la separación del Distrito del Sur, con lo cual se creó el Estado del Ecuador. El 19 de mayo, el departamento de Guayaquil mostró su adhesión al nuevo estado ecuatoriano.
El general Juan José Flores, quien había desempeñado importantes cargos en Quito durante la época colombiana, fue encargado del gobierno provisional, e inmediatamente se convocó a una convención constituyente para que elabore una carta magna para el Ecuador. Desde el 14 de agosto de aquel año se inició la elaboración del texto constitucional, la cual se aprobó el 11 de septiembre. Se ratificó en el poder a Flores con el cargo de Presidente de la República con el apoyo conservador de los terratenientes quiteños y de la serranía norte, dejando fuera a Vicente Rocafuerte que tenía el apoyo liberal de los comerciantes guayaquileños y del litoral en general. Como vicepresidente se nombró a José Joaquín de Olmedo.
Durante cuatro años Flores manejó el país que atravesaba por deudas extranjeras y conflictos internos. Hubo ciertas sublevaciones en su contra y una acentuada represión hacia la libertad de expresión por parte del gobierno. Se había acordado una alternancia en el poder entre Flores y Rocafuerte debido a las disputas entre costeños y serranos por sus intereses. En 1834 Rocafuerte asumió el poder como presidente, creando una nueva constitución que desplazó a la de 1830, y durante su gobierno impulsó el laicismo, mejoró la calidad de las infraestructuras educativas en todo el país e inició el pago de varias deudas. 
El retorno de Flores a la primera magistratura en 1839 produjo la redacción de la tercera constitución en 1843, denominada por la oposición como "Carta de la Esclavitud", en la cual se pretendía extender los períodos en funciones de los mandatarios y creaba nuevos impustos. Tras la ratificación de la nueva constitución, Flores fue nombrado presidente para un nuevo período de gobierno.

### Epidemia de Fiebre Amarilla

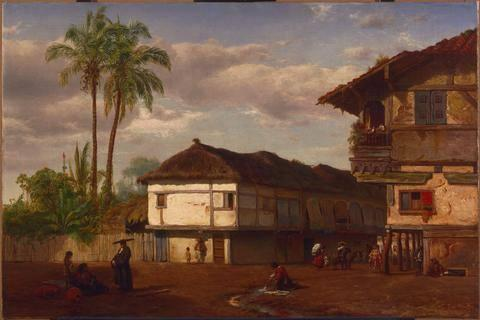
Pintura de Guayaquil, 1859

En el año de 1842 cuando ejercía como gobernador de Guayaquil Vicente Rocafuerte y Bejarano, una barco que pertenecía al Gral Santa Cruz llamado "Reina Victoria" que venía desde Panamá traía consigo a un grupo de viajeros que estaban contaminados con la enfermedad, según mencionan los historiadores, parte de los pasajeros que traía la embarcación provenían de Nueva Orleans donde se había desatado la epidemia por aquel año. El Reina Victoria entró al Golfo de Guayaquil con la intención de hacer escala en la ciudad. Al hacer ancla en la Isla Puna, el Dr Arcia tenía como función revisar si el Estado de los ocupantes de la embarcación, a pesar de que había enfermos y de que en su viaje hacia esta ciudad en las costa colombianas habían tirado al mar a uno de sus ocupantes por haber fallecido, se le permitió el ingreso. Una vez llegada la embarcación a Guayaquil el capitán tuvo que ser llevado de emergencia al hospital para que sea atendido al igual que otros ocupantes, falleciendo todos ellos por la enfermedad de la fiebre amarilla aunque el cuerpo médico de la ciudad duda de que haya sido por ese motivo. Dándose así inicio a un periodo que tuvo desde el mes de octubre de 1842 hasta comienzos de 1843 teniendo su pico de víctimas más alto el mes de noviembre provocando que el gobernador Rocafuerte disponga la construcción de un nuevo cementerio -del cual no se conoce su ubicación en la actualidad aunque hay quienes creen que sea el mismo cementerio patrimonial- para depositar en él a las víctimas que ya no podían ser inhumadas en el cementerio que por ese entonces existía.

### Lista de Fallecidos
La cifra del número de fallecidos ronda las 3000 víctimas. Pero vamos a colocar solo a aquellos personajes que la bibliografía los rescata.
- N. Gómez (capitán del Reina Victoria).[16]
- Padre Vallejo (presbítero).[17]
- Vicente Muss y Sina (italiano).
- Mercedes Muss y Valverde.
- Alejandro Aubert y Mera (francés).[18]
- José Antonio Espantoso (prócer de la independencia).
- Santiago Izquierdo.
- Dr Ramón María Bravo.
- Dr José María Sáenz de Viteri.
- Dn Morales (eclesiástico).
- Vicente Gaínza y Rocafuerte.[19]
- Juan Gaínza y Rocafuerte.
- Dr Juan María Bernal (director del Hospital de la Caridad).
- Carlos Luken de Filadelfia (estadounidense).
- Bernardo Alsúa y Rocafuerte.
- María del Rosario Rocafuerte.
- María del Rosario Alsúa y Rocafuerte.
- Manuel Timoteo Jado y Urbina.
- Dr Tomas Jameson.[20]
- Horacio Cox (Inglés).
- Mariana Valverde.
- Capitán de Navío Juan Granja.[21]
- Josefa Enríquez Jaramillo.[22]
- Juan Pereira.
- Clemente Ballén.
- Petita Paredes.
- Carmen Santistevan.
- Henrique Vinelli (italiano).[23]
- María Magdalena de Passis Olmedo (sobrina de José Joaquín Olmedo).
- Pasajero del bergantín Enterprise (ex Reina Victoria).
- Francisco Isuci.[24]
- Luis Fernando Vivero (Prócer de la Independencia).[25]
- Juan Gómez.
- Vicente Espantoso.[26]
- Juan Nepomuceno Niño.[27]
- Mariano Pérez de la Rúa (Prócer de la Independencia).[28]
- Dr Pedro Nolasco Millán (abogado graduado en Nueva España/México).
- Alejandro Acquaroni (italiano).[29]
- José Belisario Benítez y Sánchez.[30]
- Juana Burgos y Gómez.
- Gertrudis de Garaycoa y Llaguno.[31]
- Manuela Ponce de León.[32]
- Petrolina Pareja y Avilés.[33]
- Dolores Pareja y Mariscal.[34]
- Ignacia Echeverz y Pareja.
- José Antonio Pareja y Mariscal.[34]
- Juan de Dios Espantoso y Robles.[35]
- Isidro Iturralde Irazábal (latacungueño).[36]
- María Ponce de León y Navarrete.
- María Ponce de León y Espinoza.
- Jesús Murillo y Miró.
- Ramón Pacheco y Echavarría (prócer de la independencia).[37]
- María Franco y Márquez-Caballero.
- María de Figuerola y Calisto.
- María de Avilés y Ramírez.

### Marcismo

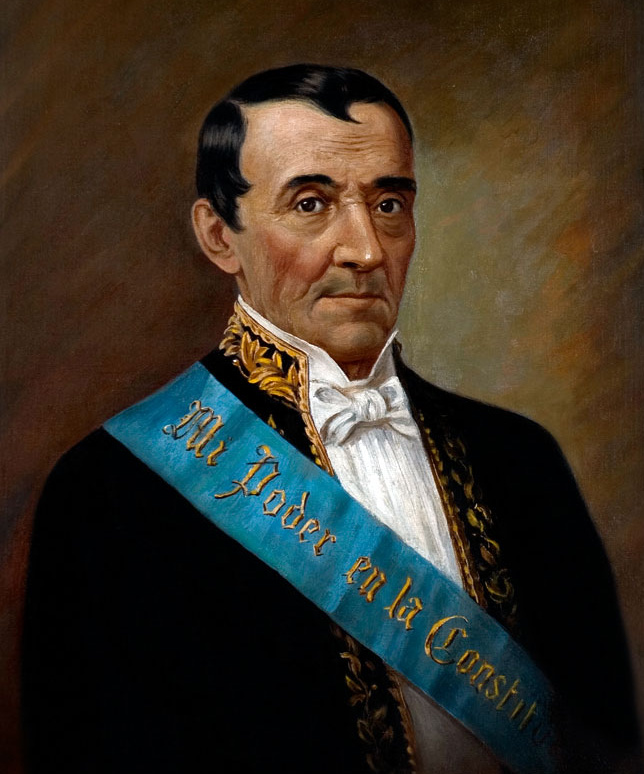
Diego Noboa.

El malestar general de la población, principalmente en el litoral, condujo a nuevos levantamientos en contra del régimen de Juan José Flores. En Guayaquil, los representantes de varios sectores agroexportadores veían la permanencia de Flores como un peligro que les daría desventaja contra los terratenientes serranos. José Joaquín de Olmedo junto Diego Noboa y Vicente Ramón Roca organizaron la oposición al floreanismo desde Guayaquil. Vicente Rocafuerte, quién fue detractor y estuvo por un tiempo aliado a Flores, auspició el levantamiento en armas.
El 6 de marzo de 1845 estalló en Guayaquil la Revolución marcista (o Revolución de marzo) liderada por Olmedo, Noboa y Roca.  La parte armada del movimiento estuvo a cargo del general Antonio Elizalde, y económicamente recibió grandes aportes de la cúpula de comerciantes y banqueros guayaquileños. Tras los enfrentamientos entre ambas facciones, Flores se atrincheró en su hacienda La Elvira donde finalmente fue derrotado y obligado a capitular por medio de los Tratados de la Virginia. Se conformó un triunvirato de los tres guayaquileños líderes de la revolución, Olmedo gobernaba desde Quito, Noboa desde Azuay, y Roca desde Guayaquil.
Rápidamente se convocó a una asamblea constituyente para que redacte una nueva constitución en reemplazo de la Carta de la Esclavitud y designe un nuevo presidente. En las elecciones, los diputados eligieron a Roca sobre Olmedo solo por un voto. Para esta época se dan grandes avances dentro del plano educativo como la creación del Colegio San Vicente —el cual tomaría vital importancia en lo posterior— y la Sociedad Filantrópica del Guayas, así como varias escuelas.
En el período marcista, a la presidencia de Roca le siguieron: el gobierno interino de Manuel de Ascázubi y del guayaquileño Diego Noboa. Noboa gobernó menos de un año, debido a que fue apresado y expulsado del país, provocado por la intromisión de floreanistas y la entrada permitida a sacerdotes jesuitas. El poder fue tomado a partir de 1852 por José María Urbina quién dicta, entre otras cosas, la manumisión de los esclavos.
En la noche del 7 de julio de 1852, pese a haber sido desterrado y de haberse pactado varios beneficios en su favor, el general Juan José Flores pretendió tomar la ciudad Guayaquil a manera de corsario remontando la corriente del río Guayas, comandando una pequeña escuadra, desde la que empezó a disparar sus cañones. La defensa improvisada de la ciudad estuvo bajo la dirección de los generales José de Villamil y Juan Illingworth Hunt, logrando rechazar —con ayuda de voluntarios del pueblo— los intentos de invasión floreana.

### Bloqueo naval peruano

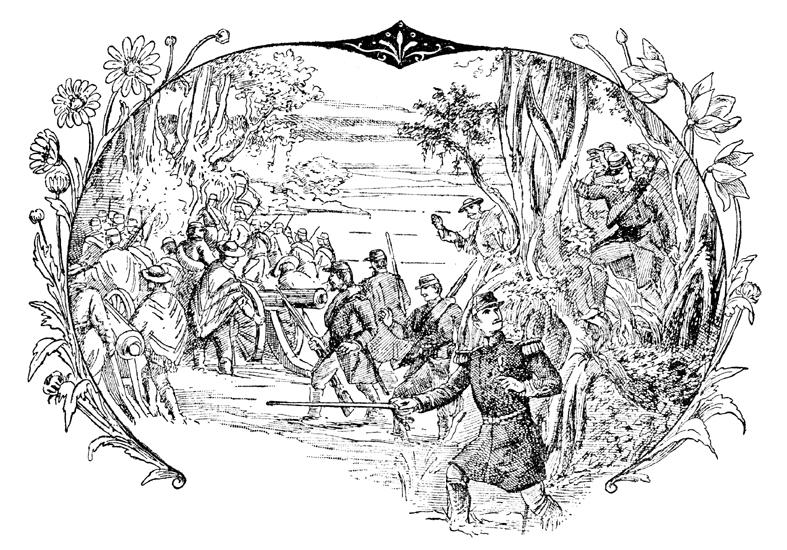
Vie Illustrée de García Moreno por Charles D`Hallencourtm, Francia 1887.

En 1857, el gobierno ecuatoriano suscribió un convenio para el pago de una deuda con acreedores británicos, dando en concesión territorios amazónicos en disputa con el Perú. Esto motivo a que el presidente peruano de ese entonces, mariscal Ramón Castilla, ordene el bloqueo del golfo de Guayaquil, el mismo que fue llevado a cabo el 4 de noviembre de 1858, por una escuadra al mando del contralmirante peruano Ignacio Mariátegui. Posteriormente, tras la victoria peruana, el caudillo ecuatoriano Guillermo Franco Herrera y el presidente peruano Ramón Castilla firmaron el Tratado de Mapasingue declarando las concesiones británicas inválidas. Esto marca la segunda toma de la ciudad de Guayaquil por fuerzas peruanas. 
Mientras tanto el general Francisco Robles luchaba con el parlamento para obtener las facultades extraordinarias y el eventual traslado de la capital desde Quito a Guayaquil, lo cual trajo rechazo y una serie de opositores surgieron, entre ellos Gabriel García Moreno. Tras la renuncia de Robles, el 1 de mayo de 1859 debido a las causas internas y externas, se habían formado varias jefaturas supremas en el país como la de Franco en Guayaquil auspiciada por peruanos, García Moreno en Quito, Jerónimo Carrión en Cuenca. y Manuel Carrión Pinzano en Loja.
Gabriel García Moreno propuso a Francia tomar Ecuador como un protectorado mediante las Cartas a Trinité, sin embargo, este requerimiento no fue aceptado. Juan José Flores le brindó ayuda a García Moreno para expulsar las fuerzas peruanas, hecho que se dio satisfactoriamente en la Batalla de Guayaquil, el 24 de septiembre de 1860. Posteriormente, los congresos ecuatoriano y peruanos anularon el Tratado de Mapasingue.

## Época ecuatoriana media

### Dominación garciana

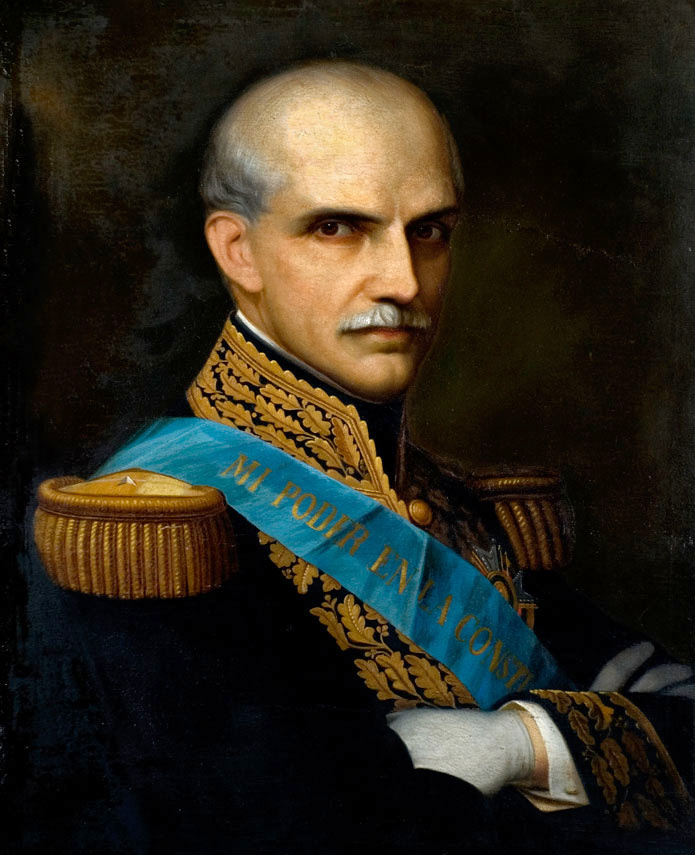
Gabriel García Moreno.

El 10 de marzo de 1861, la Convención Nacional Constituyente eligió como Presidente Constitucional al conservador guayaquileño Gabriel García Moreno al contar con casi todos los votos, menos uno dado a su principal opositor, el liberal guayaquileño Pedro Carbo. Además se redactó una nueva constitución que introdujo varios cambios en la organización del poder, y se declaró nulo el Tratado de Mapasingue.
García Moreno manifestó que su gobierno estaría compuesto de tres períodos: de reacción, de organización, y de consolidación. Tenía una posición religiosa muy arraigada, por lo cual tuvo firmeza en firmar con la Santa Sede un concordato el 26 de septiembre de 1862 entre el cardenal Giacomo Antonelli y el padre Arcediano Ordóñez. La firma del concordato daba a los obispos de textos escolares y la instrucción en escuelas, colegios y universidades; lo cual produjo rechazo en varias partes del país, especialmente en Guayaquil donde estaba más arraigado el laicismo, tras lo cual, se hicieron reformas debidas.
El primer período de García Moreno se vio amenazado por dos incursiones colombianas al territorio ecuatoriano, y una invasión desestabilizadora de marcistas preparada desde el Perú, en varias de estos conflictos contó con ayuda de Juan José Flores, falleciendo este en combate contra los marcistas que al final fueron derrotados. Al finalizar el primer período garciano, le sucedió en la presidencia Jerónimo Carrión con apoyo del propio Gracía Moreno en las elecciones. Debido a acusaciones por parte del Congreso de abusos de poder de miembros su gabinete, Carrión renunció al cargo en 1867. Juan Javier Espinosa sucedió en el poder a Carrión, pero duró poco tiempo debido a leves diferencias con García Moreno, que lo acusó de entablar relaciones con liberales y posteriormente se alzó en armas y se proclamó Jefe Supremo.
El segundo período de García Moreno inició en 1869 y promovió la proclamación de la VIII Constitución que entre sus principales enunciados contaba un período presidencial de seis años, reafirmación de la religión católica como exclusiva en el país negando la libertad de culto, facultad de allanamiento a domicilios en conmoción interna, y pena de muerte por delitos políticos. Hubo malestar general en el país, en especial por parte de los liberales del litoral. Según la constitución vigente, se celebró elecciones en 1875, las cuales ganó García Moreno al ser prácticamente el único candidato, con lo cual estaba asegurado su tercer período, sin embargo, el 6 de agosto de 1875 fue asesinado por parte del colombiano Faustino Lemus Rayo.

### Restauración, períodos de transición y progresismo
Con la muerte de Gabriel García Moreno, el conservadurismo empezó a perder fuerza política paulatinamente. Asume el poder Antonio Borrero del Partido Progresista con cierto acercamiento de los liberales, sin embargo, no quiso reformar la constitución, lo cual supuso enemistad entre ambos bandos. Luego nombró al general Ignacio de Veintimilla como Comandante Militar del Guayas. Veintimilla, apoyado por Urbina y liberales, da un golpe de Estado, se declara Jefe Supremo, posteriormente como presidente constitucional mediante la IX Constitución, y finalmente da un autogolpe de Estado rigiendo como Jefe Supremo.
Veintimilla se vio envuelto en acusaciones de asesinatos y persecuciones, además de querer perpetuarse en el poder. Surgió en 1883 un movimiento político restaurador conformado por la oposición tanto liberal como conservadora al militarismo. El gobierno de Veintimilla cayó por las tropas triunfantes en Esmeraldas y Manabí por los liberales, las del general José María Sarasti en Quito por los conservadores.
La Restauración tuvo tres gobiernos autónomos en el país: un pentavirato en Quito liderado por el guayaquileño conservador José María Plácido Caamaño, una jefatura suprema en Manabí y Esmeraldas del liberal Eloy Alfaro, u otra jefatura suprema en Guayaquil del liberal Pedro Carbo. Los gobiernos de la Restauración tuvieron una convención en la cual se eligió a Plácido Caamaño como presidente interino, y meses más tarde, al redactarse la X Constitución, como presidente constitucional.
Plácido Caamaño en su presidencia rompió la tregua con los liberales, a los que persiguió, exilió, encarceló y ordenó fusilar con tenacidad. Le sucedió a Plácido una serie de gobiernos del Partido Progresista como los del interino Pedro José Cevallos, el constitucional de  Antonio Flores Jijón, y el de Luis Cordero Crespo. En el gobierno de Cordero, se nombró a Plácido Caamaño como gobernador del Guayas y este participó en el caso denominado 'Venta de la bandera', en la cual la bandera ecuatoriana flameó en un barco que Chile vendió a Japón. La oposición liberal estalló en rebeliones y acusó de peculado tanto al presidente como al gobernador; así ambos renunciaron a sus cargos, dejando al conservador Vicente Lucio Salazar como presidente interino.

### Revolución liberal

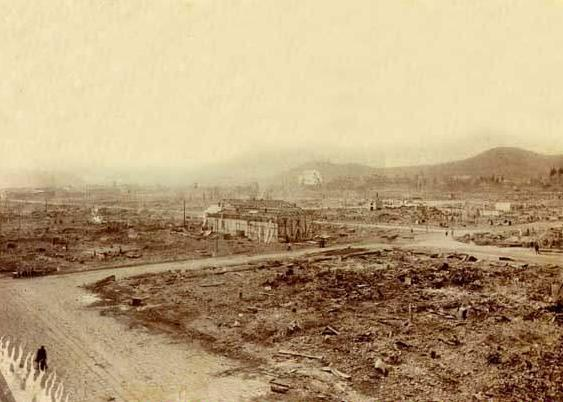
Guayaquil después del Gran Incendio de 1896.

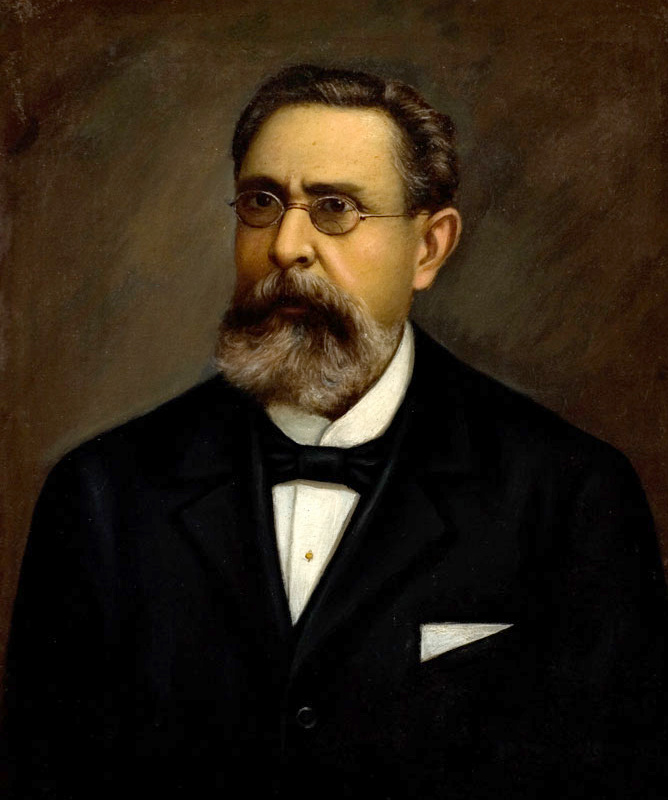
Emilio Estrada.

En Guayaquil estallaron las revueltas contra el gobierno del conservador Vicente Lucio Salazar, encargado de la presidencia después de la renuncia de Luis Cordero debido a la 'Venta de la bandera'. Los liberales guayaquileños iniciaron una revolución el 5 de junio de 1895, desconociendo el gobierno en Quito y nombrando a Eloy Alfaro como Jefe Supremo, quién estaba exiliado en Panamá. Al regreso de Alfaro al país, asumió el control de los rebeldes e inició una campaña militar auspiciada por la cúpula de banqueros y agroexportadores de Guayaquil. La revolución liberal inició como una guerra civil entre los liberales radicales costeños y los conservadores serranos. Los fines de la revolución, tanto políticos como económicos, se centraron en el cambio de políticas comerciales y preferencias a determinados sectores anteriormente marginados. 
A partir de la revolución liberal Guayaquil tuvo un gran auge comercial y crecimiento poblacional, sin embargo, la noche del 5 de octubre de 1896 se produjo el Gran Incendio que quemó casi la mitad de la ciudad por aquel entonces. Entre las posibles causas del incendio están las teorías que apuntan mala fe de conservadores en contra de la autonomía que Guayaquil gozaría en una nueva constitución de corte liberal al celebrarse en ella una asamblea constituyente. Pese a ello, la ciudad siguió su crecimiento y su importancia en la economía nacional no decayó.
Alfaro se mantuvo en jefatura suprema hasta 9 de octubre de 1896, a partir de entonces la Asamblea Constituyente —celebrada en otra ciudad— lo designó presidente interino. Ya promulgada la XI Constitución, se lo designó como presidente constitucional. Las políticas de Estado eran favorables a Guayaquil en lo comercial, además de promoverse el laicismo, avances en derechos de la mujer, se derogaba la pena de muerte, entre otras.
Tras el primer gobierno de Alfaro, le sucedió en el cargo el liberal Leónidas Plaza al ganar en las elecciones de 1901. El período liberal se extendió luego con el guayaquileño Lizardo García con apoyo de Plaza. Los liberales empezaron a dividirse en varias facciones. Alfaro se sublevó en contra de García y se proclama Jefe Supremo en 1906. Se convocó a una nueva asamblea constituyente que eligió a Eloy Alfaro como presidente constitucional para un segundo período. En este período se concluyeron las obras y se inauguró el Ferrocarril Transandino del Ecuador que unió Guayaquil y Quito. Alfaro renunció por revueltas populares en 1911.
El guayaquileño Emilio Estrada ganó las elecciones de 1911 con apoyo alfarista, sin embargo, una vez ejerciendo su presidencia se cambió al bando placista. Estrada fallece en el mismo año por ataque cardíaco, y asume Carlos Freile Zaldumbide de forma interina la primera magistratura. Alfaro, que había estado en Panamá, desembarcó en Guayaquil con el objetivo de levantarse en armas, pero es arrestado por órdenes de Freile Zaldumbide, en complicidad con Plaza, y conducido hasta Quito. Alfaro y sus más cercanos colaboradores fueron encarcelados en el Panóptico de Quito y luego se le es removido toma protección, tras lo cual una multitud de conservadores y placistas ingresan a la cárcel, le disparan, y arrastran su cuerpo por las calles, para finalmente quemarlo en el parque El Ejido.
La muerte de Alfaro, significó la consolidación en el poder de Leónidas Plaza, quien ejerció su segunda presidencia en 1912 hasta 1916. Le sucedió en el poder el guayquileño liberal Alfredo Baquerizo Moreno, en cuya presidencia llegó a la ciudad una misión del Instituto Rockefeller de Investigación Médica, con la cual se contó con la visita del doctor Hideyo Noguchi, el cual prestó significativos servicios durante una epidemia de fiebre amarilla que azotaba a la ciudad, ganándose varias condecoraciones.
Tras el gobierno de Baquerizo Moreno, el liberal José Luis Tamayo asumió la presidencia en 1920. Pese a buenas obras, como la creación de la escuela de aviación, varios sectores de la ciudad se alzaron protesta en 1922, exigiendo aumento salarial, respeto de jornada laboral de ocho horas, rechazo al despido intempestivo, entre otras proclamas. Conformaban la huelga principalmente trabajadores del Ferrocarril, empleados de la Empresa Eléctrica, transportistas, y demás sectores, auspiciados por la Federación de Trabajadores Regional del Ecuador. La huelga general de 1922 se caracterizó por la toma del centro de la ciudad de Guayaquil por parte de los trabajadores, y el 15 de noviembre fueron brutalmente reprimidos por orden presidencial. Los acontecimientos de la masacre del noviembre de 1922 sirvieron, en lo posterior, de inspiración para la obra «Las cruces sobre el agua» de Joaquín Gallegos Lara.
Para 1924 asumió la presidencia el doctor Gonzalo Córdova, el cual fue el último presidente del liberalismo placista, tras ser depuesto de sus funciones por parte de un golpe de Estado militar en 1925.

## Época ecuatoriana delsigloXX

### Caída de la banca guayaquileña
La banca guayaquileña fue uno de los pilares dentro de la Revolución liberal. El Banco Comercial y Agrícola —presidido por Francisco Urbina Jado— era el de mayor influencia política en todo el país, así como el recientemente consolidado Banco Italiano. Durante los gobiernos liberales, el Estado mantuvo una gran deuda con los bancos porteños, ya que estos financiaban la obra pública y pagaban los sueldos de la burocracia, así como otros rubros. La deuda era demasiado alta, lo que llevó a proveerles a los bancos de cierto poder político, generando una época de gran prosperidad a la ciudad.
Sin embargo, varios movimientos quiteños organizados por el economista Luis Napoleón Dillon —que tenía intenciones de poner en circulación sus propios billetes hipotecarios sin respaldo—, con propósito de combatir la inflación y la supuesta desvaloración del sucre, iniciaron el 9 de julio de 1925 la denominada Revolución juliana con el derrocamiento de Gonzalo Córdova. Ascendieron al poder una serie de efímeras juntas provisorias de gobierno y juntas militares que desembocaron en la designación de Isidro Ayora como presidente constitucional.
Durante las juntas provisorios, el Comercial y Agrícola de Guayaquil fue liquidado, así como otros bancos de la urbe. Además, varios personajes de la aristocracia guayaquileña fueron despojados de propiedades.

### Reconstrucción urbana
A partir del comienzo del siglo XX y anterior a la debacle de la plutocracia guayaquileña, Guayaquil había sufrido de varios incendios que detuvieron el avance su crecimiento. Los incendios más significativos fueron los de 1901 en el Barrio del Astillero, y en 1902 el conocido como Incendio del Carmen. En total se quemaron 26 manzanas con alrededor de 700 casas, generando pérdidas de hasta 12 millones de sucres y dejando alrededor de 15 mil damnificados.
Sin embargo, la gestión de la banca y gobiernos locales iniciaron rápidamente la reconstrucción de la urbe. Así en las primeros años del siglo XX se reubicó el Colegio Vicente Rocafuerte, se creó la Compañía Nacional de Teléfonos, se iniciaron obras de la Casona Universitaria, se inauguró el Hospital General, así como asilos, teatros, mercados y estaciones de bombas para el Cuerpo de Bomberos. Para 1908, el Cabildo dispuso la incineración de la manzana que comprendía la Casa Consistorial (sede de gobierno municipal) y el mercado contiguo debido a su vetustez y proliferación de ratas, estableciendo el inicio de la creación del actual Palacio Municipal en la misma ubicación.